# Liste des plantes à feuilles comestibles
Cette liste des plantes à feuilles comestibles recense les plantes dont les feuilles sont, ou ont été, consommées par l'être humain, par exemple comme légume-feuille ou herbes aromatiques.

## Précautions
L'inscription sur cette liste n'implique pas nécessairement la sécurité. 
Bien que la plupart de ces feuilles soient des aliments sains et sans problème, certaines peuvent avoir besoin de traitements spéciaux afin d'éviter tout risque d'intoxication :
- De nombreuses espèces ne sont propres à la consommation qu'après un traitement particulier. Selon les espèces, il peut s'agir d'un simple séchage, d'une cuisson ou ébullition, avec éventuellement un ou plusieurs changements d'eau, de séchage, ou de traitements un peu plus spécialisés.
- Certaines espèces (par exemple riche en acide oxalique) ne présentent pas de risques lorsqu'elles sont consommées en petites quantités, mais peuvent devenir dangereuses en grande quantité ou en cas de consommation à long terme.
- Certaines espèces ont des formes toxiques et des formes non toxiques, de sorte que leur consommation en toute sécurité nécessite l'identification précise de la sous-espèce ou du cultivar. Il est déconseillé de consommer une plante inconnue, sans identification certaine et information digne de confiance quant à sa sécurité.
- certaines espèces peuvent causer des allergies, chez des personnes sensibilisées.

Certaines plantes comestibles, deviennent dangereuses par les parasites qu'elles peuvent nous transmettre. Ces parasites sont par exemple, en Europe :
- la douve du foie qui peut contaminer les plantes aquatiques poussant dans les cours d'eau en aval des lieux où pâturent des animaux, voire dans les prés humides ;
- l’échinocoque, un minuscule ténia qui pourrait être transmis par des plantes souillées par les matières fécales (et non par l'urine) de chiens (surtout), renards et parfois chats ayant croqué des campagnols infestés. Toutes les plantes assez basses poussant dans les lieux fréquentés par les canidés domestiques ou sauvages peuvent être contaminées, du moins dans la région méditerranéenne où sévit Echinococcus granulosus, dans l'est et le nord de la France, une partie du Massif central, en Suisse et en Belgique, où la maladie à Echinococcus multilocularis est endémique  et s'étend rapidement en suivant la migration des espèces de campagnols infestés.

La meilleure prévention est de faire cuire les végétaux soupçonnés d'être contaminés (les parasites ne supportant pas plus de 3 minutes au-dessus de 60 °C) car même un lavage soigneux n'est pas suffisant.
Des plantes comestibles pourries, ou touchées par certaines maladies peuvent aussi être dangereuses. L'exemple le plus classique est celui de l'ergot du seigle, une maladie cryptogamique qui a provoqué des ravages au Moyen Âge.
La base de la liste proposée ci-après est la première édition du livre Cornucopia de Stephen Facciola, cité sur le site  Leaf for Life, mais la liste a pu être modifiée ou augmentée, selon les principes de Wikipédia.

## Légende
- La mention Ecoport indique les sources provenant du site Ecoport, portail écologique créé en collaboration avec la FAO[4].
- La mention GRIN indique les sources provenant du site GRIN Taxonomy of Food Plants[5].
- La mention Duke indique les sources provenant du livre de James Duke, Handbook of Energy Crops[6].

## Liste alphabétique
| Espèces                                 | Noms vernaculaires                  | Famille          | Observations |
| --------------------------------------- | ----------------------------------- | ---------------- | --- |
| • Abelmoschus esculentus                | Gombo                               | Malvaceae        | Les fruits de cette plante sont un légume largement consommés dans les régions tropicales, mais les feuilles, également riches en mucilage, peuvent aussi se cuisiner à la façon des épinards, ou comme épaississant dans les soupes. |
| • Abelmoschus manihot                   | Aibika                              | Malvaceae        | Les jeunes feuilles sont consommées crues ou cuites. |
| • Abelmoschus caillei                   | Gombo ouest-africain                | Malvaceae        | Les jeunes feuilles sont parfois consommées en Afrique de l'Ouest comme des épinards. |
| • Abelmoschus moschatus                 | Ambrette                            | Malvaceae        | Les jeunes feuilles sont cuisinées dans les soupes. |
| • Abutilon indicum                      | Abutilon indien                     | Malvaceae        | Ecoport |
| • Abutilon theophrasti                  | Abutilon d'Avicenne                 | Malvaceae        | Ecoport |
| • Acacia concinna                       | Chikakai                            | Fabaceae         | |
| • Acacia farnesiana                     | Cassier de Farnèse                  | Fabaceae         | Ecoport, Duke |
| • Acacia nilotica                       | Acacia du Sénégal                   | Fabaceae         | Ecoport, Duke |
| • Acacia pennata                        |                                     | Fabaceae         | GRIN, Ecoport |
| • Acanthopanax divaricatus              |                                     | Araliaceae       | |
| • Acanthopanax sessiliflorus            |                                     | Araliaceae       | |
| • Acanthopanax sieboldianus             |                                     | Araliaceae       | |
| • Achillea millefolium                  | Achillée millefeuille               | Asteraceae       | Ecoport |
| • Achyranthes aspera                    |                                     | Amaranthaceae    | Ecoport |
| • Acrocomia aculeata                    | Grougrou                            | Arecaceae        | GRIN, Ecoport |
| • Actinidia kolomikta                   | Kiwi arctique                       | Actinidiaceae    | GRIN, Ecoport |
| • Actinidia polygama                    |                                     | Actinidiaceae    | Ecoport |
| • Adansonia digitata                    | Baobab                              | Malvaceae        | GRIN, Ecoport |
| • Adenanthera pavonina                  | Bois de condori                     | Fabaceae         | Ecoport |
| • Aegle marmelos                        | Bel indien ou cognassier du Bengale | Rutaceae         | GRIN, Ecoport |
| • Aegopodium podagraria                 | Égopode podagraire                  | Apiaceae         | Ecoport |
| • Aeschynomene indica                   |                                     | Fabaceae         | Ecoport |
| • Agastache rugosa                      | Agastache rugueuse                  | Lamiaceae        | |
| • Agave americana                       | Agave américain                     | Agavaceae        | GRIN, Ecoport |
| • Agave deserti                         | Agave du désert                     | Agavaceae        | |
| • Agave utahensis discreta              | Agave de l'Utah                     | Agavaceae        | Ecoport |
| • Aglaia odorata                        |                                     | Meliaceae        | Ecoport |
| • Agrostemma githago                    | Nielle des blés                     | Caryophyllaceae  | Ecoport |
| • Albizia julibrissin                   | Arbre de soie                       | Fabaceae         | Ecoport |
| • Alcea rosea                           | Rose trémière                       | Malvaceae        | |
| • Alchemilla xanthochlora               |                                     | Rosaceae         | Ecoport |
| • Alliaria petiolata                    | Alliaire officinale                 | Brassicaceae     | Les feuilles sont un excellent condiment |
| • Allium akaka                          |                                     | Amaryllidaceae   | |
| • Allium ampeloprasum L. cv. group Leek | Poireau d'été                       | Amaryllidaceae   | Ecoport |
| • Allium ampeloprasum var. ampeloprasum | Ail d'Orient                        | Amaryllidaceae   | GRIN, Ecoport |
| • Allium ampeloprasum babbingtonii      |                                     | Amaryllidaceae   | |
| • Allium ampeloprasum var. porrum       | Poireau                             | Amaryllidaceae   | Légume-feuille dont on consomme, généralement cuit, le « fût » composé de longues feuilles emboîtées. |
| • Allium aschersonianum                 |                                     | Amaryllidaceae   | |
| • Allium canadense                      | Ail du Canada                       | Amaryllidaceae   | Ecoport |
| • Allium cepa                           | Oignon                              | Amaryllidaceae   | Ecoport |
| • Allium cernuum                        | Ail penché                          | Amaryllidaceae   | Ecoport |
| • Allium chinense                       | Ail chinois                         | Amaryllidaceae   | GRIN, Ecoport |
| • Allium drummondii                     | Oignon de Drummond                  | Amaryllidaceae   | Ecoport |
| • Allium fistulosum                     | Ciboule                             | Amaryllidaceae   | GRIN, Ecoport |
| • Allium geyeri                         | Oignon de Geyer                     | Amaryllidaceae   | Ecoport |
| • Allium kurrat                         | Poireau d'Égypte                    | Amaryllidaceae   | GRIN, Ecoport |
| • Allium ledebourianum                  |                                     | Amaryllidaceae   | Ecoport |
| • Allium longicuspis                    |                                     | Amaryllidaceae   | |
| • Allium obliquum                       |                                     | Amaryllidaceae   | Ecoport |
| • Allium odorum                         | Synonyme A.ramosum                  | Amaryllidaceae   | |
| • Allium oleraceum                      | Ail des jardins                     | Amaryllidaceae   | Ecoport |
| • Allium proliferum                     | Oignon d'Égypte                     | Amaryllidaceae   | GRIN, Ecoport |
| • Allium ramosum                        | Ciboulette de Chine                 | Amaryllidaceae   | GBIF |
| • Allium rubellum                       |                                     | Amaryllidaceae   | Ecoport |
| • Allium sativum                        | Ail commun                          | Amaryllidaceae   | Ecoport |
| • Allium sativum ophioscorodon          | Ail rocambole                       | Amaryllidaceae   | |
| • Allium schoenoprasum sibiricum        | Ciboulette de Sibérie               | Amaryllidaceae   | |
| • Allium senescens                      |                                     | Amaryllidaceae   | Ecoport |
| • Allium sphaerocephalon                | Ail à tête ronde                    | Amaryllidaceae   | Ecoport |
| • Allium splendens                      | Miyama-rakkyo                       | Amaryllidaceae   | |
| • Allium stellatum                      |                                     | Amaryllidaceae   | Ecoport |
| • Allium thunbergii                     |                                     | Amaryllidaceae   | |
| • Allium tricoccum                      | Oignon sauvage                      | Amaryllidaceae   | Ecoport |
| • Allium triquetrum                     | Ail à trois angles                  | Amaryllidaceae   | Ecoport |
| • Allium tuberosum                      | Ciboule de Chine                    | Amaryllidaceae   | GRIN, Ecoport |
| • Allium unifolium                      |                                     | Amaryllidaceae   | Ecoport |
| • Allium ursinum                        | Ail des ours                        | Amaryllidaceae   | Ecoport |
| • Allium victorialis                    | Ail de la Sainte-Victoire           | Amaryllidaceae   | Ecoport |
| • Allium vineale                        | Ail des vignes                      | Amaryllidaceae   | Ecoport |
| • Aloe ferox Miller                     | Aloès féroce                        | Xanthorrhoeaceae | Ecoport |
| • Aloe littoralis                       |                                     | Xanthorrhoeaceae | Ecoport |
| • Aloysia triphylla                     | Verveine citronnelle                | Verbenaceae      | Ecoport |
| • Alpinia officinarum Hance             | Petit galanga                       | Zingiberaceae    | Ecoport |
| • Alpinia zerumbet                      | Gingembre coquille                  | Zingiberaceae    | Ecoport |
| • Alternanthera ficoidea                | Herbe à albumine                    | Amaranthaceae    | Ecoport |
| • Alternanthera sessilis                |                                     | Amaranthaceae    | Ecoport |
| • Alternanthera versicolor              |                                     | Amaranthaceae    | |
| • Althaea officinalis                   | Guimauve officinale                 | Malvaceae        | GRIN, Ecoport |
| • Amaranthus atropurpureus              | Lal-nati                            | Amaranthaceae    | |
| • Amaranthus caudatus                   | Amarante queue-de-renard            | Amaranthaceae    | Les feuilles se consomment généralement cuites comme les épinards. Elles peuvent aussi se consommer crues en salade. |
| • Amaranthus cruentus                   | Amarante rouge                      | Amaranthaceae    | Ecoport |
| • Amaranthus dubius                     | Brède malabar                       | Amaranthaceae    | GRIN, Ecoport |
| • Amaranthus graecizans                 | Amarante africaine                  | Amaranthaceae    | Ecoport |
| • Amaranthus hybridus                   | Amarante hybride                    | Amaranthaceae    | Ecoport |
| • Amaranthus hypochondriacus            | Brède malabar                       | Amaranthaceae    | GRIN, Ecoport |
| • Amaranthus lividus                    | Amarante livide                     | Amaranthaceae    | |
| • Amaranthus paniculatus                |                                     | Amaranthaceae    | Ecoport |
| • Amaranthus quitensis                  | Ataco                               | Amaranthaceae    | Ecoport |
| • Amaranthus retroflexus                | Amarante réfléchie                  | Amaranthaceae    | Les feuilles jeunes, tendres, peuvent être consommées crues en salade ; les feuilles plus développées peuvent se cuisiner comme les épinards                                                                                          |
| • Amaranthus spinosus                   | Épinard piquant                     | Amaranthaceae    | GRIN, Ecoport |
| • Amaranthus tricolor                   | Amarante tricolore                  | Amaranthaceae    | Ecoport |
| • Amaranthus viridis                    | Amarante verte                      | Amaranthaceae    | Ecoport |
| • Ambrosia maritima                     | Ambroisie maritime                  | Asteraceae       | |
| • Amorphophallus companulatus           |                                     | Araceae          | |
| • Ananas comosus                        | Ananas                              | Bromeliaceae     | GRIN, Ecoport, Duke |
| • Anchusa capensis                      | Buglosse du Cap                     | Boraginaceae     | |
| • Anchusa officinalis                   | Buglosse officinale                 | Boraginaceae     | Ecoport |
| • Angelica archangelica                 | Angélique officinale                | Boraginaceae     | Ecoport |
| • Angelica atropurpurea                 |                                     | Apiaceae         | Ecoport |
| • Angelica gigas                        | Angélique géante                    | Apiaceae         | |
| • Angelica keiskei                      | Ashitaba                            | Apiaceae         | |
| • Angelica sylvestris                   | Angélique des bois                  | Apiaceae         | Les jeunes pousses un peu amères peuvent servir de condiment ; les feuilles développées doivent être cuites à plusieurs eaux. |
| • Arachis hypogaea                      | Arachide                            | Fabaceae         | Journal of food composition and analysis 1996, vol. 9, no4, pp. 375-383 (1 p.1/4) Plant Foods Hum Nutr. 1995 Jun;47(4):361-7 |
| • Artemisia dracunculus                 | Estragon                            | Asteraceae       | Ecoport |
| • Artemisia ludoviciana                 | Armoise de Louisiane                | Asteraceae       | Ecoport |
| • Artemisia princeps                    |                                     | Asteraceae       | Ecoport |
| • Artemisia vulgaris                    | Armoise commune                     | Asteraceae       | Ecoport |
| • Arthrocnemum macrostachyum            |                                     | Amaranthaceae    | |
| • Artocarpus heterophyllus Lamk         | Jacquier                            | Malvaceae        | GRIN, Ecoport |
| • Artocarpus integer                    |                                     | Moraceae         | GRIN, Ecoport |
| • Asclepias speciosa                    |                                     | Apocynaceae      | Ecoport |
| • Asclepias syriaca                     | Herbe à la ouate                    | Apocynaceae      | Ecoport, Duke |
| • Asclepias tuberosa                    | Asclépiade tubéreuse                | Apocynaceae      | Ecoport |
| • Asplenium nidus                       | Fougère nid d'oiseau                | Aspleniaceae     | Ecoport |
| • Astilbe thunbergii                    |                                     | Saxifragaceae    | |
| • Atriplex canescens                    | Arroche blanchâtre                  | Amaranthaceae    | Ecoport |
| • Atriplex confertifolia                | Arroche dense                       | Amaranthaceae    | Ecoport |
| • Atriplex halimus                      | Arroche maritime                    | Amaranthaceae    | GRIN, Ecoport |
| • Atriplex hastata                      | Arroche hastée                      | Amaranthaceae    | Ecoport |
| • Atriplex hortensis                    | Arroche des jardins                 | Amaranthaceae    | Ecoport, Duke |
| • Atriplex patula                       | Arroche étalée                      | Amaranthaceae    | Ecoport |
| • Averrhoa carambola                    | Carambolier                         | Oxalidaceae      | GRIN, Ecoport |
| • Axyris amaranthoides                  |                                     | Amaranthaceae    | |
| • Azadirachta indica                    | Margousier                          | Meliaceae        | Ecoport |
| • Azalea indica                         | Azalée d'Inde                       | Ericaceae        | |
| • Azalea kaempferi                      |                                     | Ericaceae        | |

| Espèces                                      | Noms vernaculaires                        | Famille        | Observations |
| -------------------------------------------- | ----------------------------------------- | -------------- | --- |
| • Balanites aegyptiacus                      |                                           | Zygophyllaceae | GRIN |
| • Balsamita major                            | Menthe-coq                                | Asteraceae     | |
| • Balsamorhiza sagittata                     | Balsamorhize à feuilles sagittées         | Asteraceae     | Ecoport |
| • Barbarea verna                             | Cresson de terre                          | Malvaceae      | GRIN, Ecoport |
| • Barbarea vulgaris                          | Barbarée commune                          | Brassicaceae   | GRIN, Ecoport |
| • Basella alba                               | Épinard de Malabar                        | Basellaceae    | Ecoport |
| • Batis maritima                             | Soude des Antilles                        | Bataceae       | |
| • Bauhinia malabarica                        |                                           | Fabaceae       | Ecoport |
| • Bauhinia purpurea                          |                                           | Fabaceae       | Ecoport |
| • Bauhinia racemosa                          |                                           | Fabaceae       | Ecoport |
| • Bauhinia tomentosa                         |                                           | Fabaceae       | |
| • Bauhinia variegata                         | Orchidée du pauvre                        | Fabaceae       | Ecoport |
| • Bellis perennis                            | Pâquerette                                | Asteraceae     | Ecoport |
| • Benincasa hispida                          | Courge cireuse                            | Cucurbitaceae  | GRIN, Ecoport |
| • Berberis lycium                            |                                           | Berberidaceae  | |
| • Berberis vulgaris                          | Épine-vinette                             | Berberidaceae  | Les jeunes feuilles au goût acidulé peuvent être ajoutées aux salades.                                                                                 |
| • Berchemia racemosa                         |                                           | Rhamnaceae     | |
| • Beta vulgaris subsp. cicla                 | Poirée à cardes rouges                    | Amaranthaceae  | |
| • Beta vulgaris subsp. craca                 |                                           | Amaranthaceae  | |
| • Beta vulgaris subsp. maritima              | Bette maritime                            | Amaranthaceae  | Les feuilles crues ou cuites sont un excellent légume sauvage.                                                                                         |
| • Betula papyrifera                          | Bouleau à papier                          | Betulaceae     | Ecoport |
| • Bidens pilosa                              | Bident pileux                             | Asteraceae     | Ecoport |
| • Bidens tripartita                          | Bident tripartite                         | Asteraceae     | Ecoport |
| • Biophytum sensitivum                       |                                           | Oxalidaceae    | |
| • Boesenbergia pandurata                     |                                           | Zingiberaceae  | |
| • Bombax buonopozense                        |                                           | Malvaceae      | |
| • Bongardia chrysogonum                      |                                           | Berberidaceae  | Ecoport |
| • Borago officinalis                         | Bourrache officinale                      | Boraginaceae   | Ecoport |
| • Borassus aethiopum                         | Rônier                                    | Arecaceae      | GRIN, Ecoport |
| • Borassus flabellifer                       | Palmier de Palmyre                        | Arecaceae      | GRIN, Ecoport |
| • Bouea macrophylla                          | Gandaria                                  | Anacardiaceae  | GRIN, Ecoport |
| • Brasenia schreberi                         | Brasénie de Schreber                      | Cabombaceae    | Ecoport |
| • Brassica balearica                         |                                           | Brassicaceae   | |
| • Brassica carinata                          | Moutarde d'Éthiopie, moutarde d'Abyssinie | Brassicaceae   | Les feuilles sont consommées traditionnellement en Afrique, crues pour les feuilles jeunes, cuites comme le chou vert pour les feuilles plus vieilles. |
| • Brassica juncea                            | Moutarde brune                            | Brassicaceae   | Ecoport, Duke |
| • Brassica napus                             | Colza                                     | Brassicaceae   | Ecoport, Duke |
| • Brassica napus var. napobrassica           | Rutabaga                                  | Brassicaceae   | Ecoport |
| • Brassica napus var. pabularia              | Chou frisé sibérien                       | Brassicaceae   | Ecoport |
| • Brassica nigra                             | Moutarde noire                            | Brassicaceae   | Ecoport, Duke |
| • Brassica oleracea                          | Chou commun                               | Brassicaceae   | Légume-feuille largement cultivé. |
| • Brassica oleracea var. acephala            | Chou frisé                                | Brassicaceae   | Légume-feuille largement cultivé. |
| • Brassica oleracea var. alboglabra          | Brocoli chinois                           | Brassicaceae   | Légume-feuille largement cultivé. |
| • Brassica oleracea var. botrytis            | Chou-fleur                                | Brassicaceae   | Légume-feuille largement cultivé. |
| • Brassica oleracea var. capitata            | Chou cabus                                | Brassicaceae   | Légume-feuille largement cultivé. |
| • Brassica oleracea var. gemmifera           | Chou de Bruxelles                         | Brassicaceae   | Légume-feuille largement cultivé. |
| • Brassica oleracea var. italica             | Brocoli                                   | Brassicaceae   | Légume-feuille largement cultivé. |
| • Brassica oleracea var. sabauda             | Chou de Milan                             | Brassicaceae   | Légume-feuille largement cultivé. |
| • Brassica rapa L.                           | Navet                                     | Brassicaceae   | Les jeunes feuilles des navets primeurs sont consommées.                                                                                               |
| • Brassica rapa L. cv. group Caisin          | Caisin                                    | Brassicaceae   | |
| • Brassica rapa L. cv. group Chinese Cabbage | Chou chinois                              | Brassicaceae   | |
| • Brassica rapa L. cv. group Oilseed Turnip  | Oilseed turnip                            | Brassicaceae   | |
| • Brassica rapa subsp. campestris            | Navette des champs, Chou champêtre        | Brassicaceae   | GRIN |
| • Brassica rapa subsp. chinensis             | Bok choy, Blette chinoise                 | Brassicaceae   | |
| • Brassica rapa subsp. dichotoma             | Navette indienne                          | Brassicaceae   | GRIN |
| • Brassica rapa subsp. narinosa              | Tatsoi                                    | Brassicaceae   | |
| • Brassica rapa subsp. nipposinica           | Mizuna                                    | Brassicaceae   | |
| • Brassica rapa subsp. oleifera              | Navette d'hiver                           | Brassicaceae   | GRIN |
| • Brassica rapa subsp. pekinensis            | Pe-tsaï                                   | Brassicaceae   | |
| • Brassica rapa subsp. rapa                  | Navet                                     | Brassicaceae   | GRIN |
| • Brassica rapa subsp. trilocularis          |                                           | Brassicaceae   | GRIN |
| • Brassica rapa var. parachinensis           | Blette chinoise                           | Brassicaceae   | GRIN |
| • Brassica rapa var. perviridis              | Malvaceae                                 | Brassicaceae   | GRIN |
| • Brassica tournefortii                      | Chou de Tournefort                        | Brassicaceae   | Ecoport |
| • Broussonetia kazinoki                      |                                           | Moraceae       | |
| • Buglossoides arvensis                      | Grémil des champs                         | Boraginaceae   | Ecoport |
| • Bunias erucago                             | Bunias fausse-roquette                    | Brassicaceae   | Ecoport |
| • Bunias orientalis                          | Bunias d'Orient                           | Brassicaceae   | GRIN, Ecoport |
| • Bunium bulbocastanum                       | Châtaigne de terre                        | Apiaceae       | GRIN, Ecoport |
| • Bupleurum rotundifolium                    | Buplèvre à feuilles rondes                | Apiaceae       | Ecoport |
| • Butia yatay                                | Butia argentin                            | Arecaceae      | |

| • Cacalia farfaraefolia                        |                                                 | Asteraceae       | |         |
| • Cajanus cajan                                | Pois d'Angole                                   | Fabaceae         | GRIN, Ecoport, |         |
| • Cakile edentula                              | Caquillier édentulé                             | Brassicaceae     | Les feuilles et jeunes tiges se consomment crues ou cuites. |         |
| • Cakile maritima                              | Roquette de mer, Cakilier maritime              | Brassicaceae     | Les feuilles peuvent se manger crues ou cuites. |         |
| • Callirhoe involucrata                        |                                                 | Malvaceae        | |         |
| • Calochortus nuttallii aureus                 |                                                 | Liliaceae        | Ecoport |         |
| • Caltha leptosepala                           |                                                 | Ranunculaceae    | Ecoport |         |
| • Caltha palustris                             | Populage des marais                             | Ranunculaceae    | Les jeunes feuilles du populage peuvent être consommées à condition de les cuisiner (en sauce, en gratin, en soupe par exemple) pour en éliminer l'âcreté.                                                  |         |
| • Camellia sinensis                            | Théier                                          | Theaceae         | GRIN, Ecoport, Duke |         |
| • Campanula punctata                           | Campanule ponctuée                              | Campanulaceae    | Ecoport |         |
| • Campanula rapunculus                         | Campanule raiponce                              | Campanulaceae    | Ecoport |         |
| • Capparis spinosa                             | Câprier                                         | Capparaceae      | Ecoport |         |
| • Capsella bursa-pastoris                      | Bourse à pasteur                                | Brassicaceae     | GRIN, Ecoport |         |
| • Capsicum annuum var. annuum                  | Piment                                          | Solanaceae       | GRIN, Ecoport |         |
| • Capsicum annuum var. aviculare               |                                                 | Solanaceae       | |         |
| • Capsicum frutescens                          |                                                 | Solanaceae       | Ecoport |         |
| • Cardamine amara                              | Cardamine amère                                 | Brassicaceae     | Ecoport |         |
| • Cardamine flexuosa                           | Cardamine des bois                              | Brassicaceae     | Ecoport |         |
| • Cardamine hirsuta                            | Cardamine hérissée                              | Brassicaceae     | Ecoport |         |
| • Cardamine oligosperma                        |                                                 | Brassicaceae     | Ecoport |         |
| • Cardamine pratensis                          | Cardamine des prés                              | Brassicaceae     | Ecoport |         |
| • Cardaria draba                               | Passerage drave                                 | Brassicaceae     | Ecoport |         |
| • Carica papaya                                | Papayer                                         | Caricaceae       | GRIN, Ecoport, Duke |         |
| • Carludovica palmata                          | Palmier à Panama                                | Cyclanthaceae    | |         |
| • Carpobrotus aequilaterus                     |                                                 | Aizoaceae        | Les feuilles, mucilagineuses, peuvent se cuisiner. |         |
| • Carpobrotus edulis                           | Griffe de sorcière, Ficoïde comestible          | Aizoaceae        | Les feuilles, bien que très mucilagineuses, peuvent se consommer crues ou cuites, ou comme substitut de cornichons au vinaigre.                                                                             |         |
| • Carpolobia lutea                             |                                                 | Polygalaceae     | |         |
| • Carrichtera annua                            |                                                 | Brassicaceae     | |         |
| • Carthamus tinctorius                         | Carthame des teinturiers                        | Asteraceae       | GRIN, Duke |         |
| • Carum carvi                                  | Carvi                                           | Apiaceae         | Ecoport |         |
| • Caryota cumingii                             | Palmier queue de poisson ou palmier céleri      | Arecaceae        | Ecoport |         |
| • Caryota mitis                                | Palmier céleri multipliant                      | Arecaceae        | Ecoport |         |
| • Caryota rumphiana Martius                    |                                                 | Arecaceae        | Ecoport |         |
| • Caryota urens                                | Palmier à sucre ou palmier céleri               | Arecaceae        | GRIN, Ecoport |         |
| • Ceanothus fendleri                           |                                                 | Rhamnaceae       | Ecoport |         |
| • Cecropia palmata                             |                                                 | Urticaceae       | |         |
| • Cecropia peltata                             |                                                 | Urticaceae       | |         |
| • Ceiba pentandra                              | Fromager                                        | Malvaceae        | Ecoport |         |
| • Celosia argentea var. argentea               | Célosie argentée                                | Amaranthaceae    | GRIN, Ecoport |         |
| • Celosia trigyna                              |                                                 | Amaranthaceae    | Ecoport |         |
| • Centella asiatica                            | Herbe du tigre, Gotu Kola                       | Apiaceae         | GRIN, Ecoport |         |
| • Centranthus macrosiphon                      | Centranthe à long éperon                        | Caprifoliaceae   | Les feuilles, légèrement amères, peuvent être ajoutées aux salades. |         |
| • Centranthus ruber                            | Valériane rouge, Lilas d'Espagne                | Caprifoliaceae   | Malgré leur amertume, les feuilles peuvent être consommées crues en salade ou cuites comme légume |         |
| • Ceratotheca sesamoides                       |                                                 | Pedaliaceae      | GRIN, Ecoport |         |
| • Chamaenerion angustifolium                   |                                                 | Onagraceae       | |         |
| • Chamaenerion latifolium                      |                                                 | Onagraceae       | |         |
| • Chamaerops humilis                           | Palmier nain                                    | Arecaceae        | Ecoport |         |
| • Chenopodium album                            | Chénopode blanc                                 | Amaranthaceae    | Les feuilles sont comestibles crues en salade ou cuites comme des épinards. |         |
| • Chenopodium album subsp. amaranticolor       | Chénopode couleur amarante                      | Amaranthaceae    | |         |
| • Chenopodium ambrosioides                     | Épazote                                         | Amaranthaceae    | Ecoport |         |
| • Chenopodium berlandieri                      | Chénopode de Berlandier                         | Amaranthaceae    | Plante adventice très commune au Mexique où elle est connue sous le nom de quelite cenizo. Ses feuilles sont consommées comme légume vert.                                                                  |         |
| • Chenopodium bonus-henricus                   | Chénopode Bon-Henri                             | Amaranthaceae    | Les feuilles sont comestibles crues en salade ou cuites comme des épinards. |         |
| • Chenopodium botrys                           | Chénopode botryde                               | Amaranthaceae    | Ecoport |         |
| • Chenopodium capitatum                        | Épinard-fraise                                  | Amaranthaceae    | Ecoport |         |
| • Chenopodium ficifolium                       | Chénopode à feuilles de figuier                 | Amaranthaceae    | Ecoport |         |
| • Chenopodium giganteum                        | Chénopode géant                                 | Amaranthaceae    | GRIN, Ecoport |         |
| • Chenopodium glaucum                          | Chénopode glauque                               | Amaranthaceae    | Ecoport |         |
| • Chenopodium murale                           | Chénopode des murs                              | Amaranthaceae    | Ecoport |         |
| • Chenopodium nuttalliae                       | Huauzontle                                      | Amaranthaceae    | Ecoport |         |
| • Chenopodium quinoa subsp. quinoa             | Quinoa                                          | Amaranthaceae    | GRIN, Ecoport |         |
| • Chenopodium rubrum                           | Chénopode rouge                                 | Amaranthaceae    | Ecoport |         |
| • Chenopodium urbicum                          | Chénopode des agglomérations                    | Amaranthaceae    | Ecoport |         |
| • Chlorogalum pomeridianum                     |                                                 | Asparagaceae     | Ecoport |         |
| • Chlorophora excelsa                          |                                                 | Moraceae         | |         |
| • Chrysanthemum coronarium                     | Chrysanthème à couronne                         | Asteraceae       | Ecoport |         |
| • Chrysanthemum indicum                        |                                                 | Asteraceae       | |         |
| • Chrysanthemum segetum                        | Chrysanthème des moissons                       | Asteraceae       | Ecoport |         |
| • Chrysanthemum x morifolium                   |                                                 | Asteraceae       | |         |
| • Chrysosplenium alternifolium                 |                                                 | Saxifragaceae    | |         |
| • Chrysosplenium oppositifolium                | Dorine à feuilles opposées                      | Saxifragaceae    | Ecoport |         |
| • Cicer arietinum                              | Pois chiche                                     | Fabaceae         | GRIN, Ecoport |         |
| • Cichorium endivia                            | Endive                                          | Asteraceae       | Ecoport |         |
| • Cichorium intybus                            | Chicorée                                        | Asteraceae       | GRIN, Ecoport |         |
| • Cimicifuga simplex                           |                                                 | Ranunculaceae    | |         |
| • Cirsium arvense                              | Cirse des champs                                | Asteraceae       | Ecoport |         |
| • Cirsium eriophorum                           | Cirse laineux                                   | Asteraceae       | Ecoport |         |
| • Cirsium oleraceum                            | Cirse maraîcher                                 | Asteraceae       | Ecoport |         |
| • Cirsium palustre                             | Cirse des marais                                | Asteraceae       | Ecoport |         |
| • Cirsium tanakae                              |                                                 | Asteraceae       | Ecoport |         |
| • Cirsium vulgare                              | Cirse commun                                    | Asteraceae       | Ecoport |         |
| • Cissus discolor                              |                                                 | Vitaceae         | |         |
| • Cissus quadrangularis                        |                                                 | Vitaceae         | GRIN, Ecoport |         |
| • Citrullus lanatus ssp. colocynthoides        | Egusi                                           | Cucurbitaceae    | |         |
| • Citrus aurantiifolia                         | Limettier                                       | Rutaceae         | GRIN, Ecoport |         |
| • Claytonia caroliniana                        |                                                 | Montiaceae       | Ecoport |         |
| • Claytonia megarhiza                          |                                                 | Montiaceae       | Ecoport |         |
| • Claytonia perfoliata                         | Claytonie perfoliée                             | Montiaceae       | GRIN, Ecoport |         |
| • Claytonia virginica                          |                                                 | Montiaceae       | Ecoport |         |
| • Clematis apiifolia                           |                                                 | Ranunculaceae    | Ecoport |         |
| • Clematis maximowicziana                      |                                                 | Ranunculaceae    | |         |
| • Cleome integrifolia                          |                                                 | Cleomaceae       | |         |
| • Cleome monophylla                            |                                                 | Cleomaceae       | |         |
| • Cleome viscosa                               | Cléome gluante                                  | Cleomaceae       | En Afrique, les feuilles sont localement appréciées malgré leur goût amer et consommées crues, fraîches, séchées ou cuites.                                                                                 |         |
| • Rotheca serrata                              | Bharangi (hindi)                                | Lamiaceae        | En Asie, les jeunes feuilles et les jeunes pousses sont consommées en lalab (salade de légumes servie avec du sambal) avec du riz.                                                                          |         |
| • Clintonia borealis                           | Clintonie boréale, lis boréal                   | Liliaceae        | Les jeunes feuilles peuvent être consommées crues ou cuites. Les fruits sont toxiques. |         |
| • Clitoria ternatea                            | Pois bleu                                       | Fabaceae         | Les jeunes feuilles sont consommées cuites comme légumes. Elles peuvent être utilisées pour colorer les aliments.                                                                                           |         |
| • Cnidoscolus aconitifolius                    | Chaya, arbre à épinards                         | Euphorbiaceae    | Les feuilles se consomment cuites comme des épinards, toutefois elles doivent être cuites assez longtemps pour éliminer les glycosides cyanogènes qu'elles contiennent.                                     |         |
| • Coccinia grandis                             | Courge écarlate                                 | Cucurbitaceae    | Les jeunes pousses et les feuilles tendres sont consommées crues en salade ou cuites comme les brèdes à La Réunion.                                                                                         |         |
| • Cochlearia anglica                           | Cranson d'Angleterre                            | Brassicaceae     | Les feuilles des différentes espèces de Cranson, à saveur légèrement piquante, sont comestibles |         |
| • Cochlearia danica                            | Cranson du Danemark                             | Brassicaceae     | Les feuilles des différentes espèces de Cranson, à saveur légèrement piquante, sont comestibles |         |
| • Cochlearia officinalis                       | Cranson, Cranson officinal                      | Brassicaceae     | Les feuilles des différentes espèces de Cranson, à saveur légèrement piquante, sont comestibles. Le Cranson officinal était autrefois cultivé comme salade.                                                 |         |
| • Cocos nucifera                               | Cocotier cultivé                                | Arecaceae        | GRIN, Ecoport, Duke |         |
| • Cola heterophylla                            |                                                 | Malvaceae        | |         |
| • Coleus blumei                                |                                                 | Lamiaceae        | |         |
| • Colocasia esculenta                          | Taro                                            | Araceae          | GRIN, Ecoport |         |
| • Commelina communis                           | Comméline commune                               | Commelinaceae    | Ecoport |         |
| • Conicosia pugioniformis                      |                                                 | Aizoaceae        | |         |
| • Convallaria keiskei                          |                                                 | Asparagaceae     | |         |
| • Conyza canadensis                            | Vergerette du Canada                            | Asteraceae       | Ecoport |         |
| • Coptis trifolia                              | Coptide trifoliée                               | Ranunculaceae    | Ecoport |         |
| • Corchorus aestuans                           |                                                 | Malvaceae        | |         |
| • Corchorus capsularis                         | Jute                                            | Malvaceae        | Ecoport |         |
| • Corchorus olitorius                          | Corète potagère                                 | Malvaceae        | GRIN, Ecoport, Duke |         |
| • Corchorus tridens                            |                                                 | Malvaceae        | |         |
| • Corchorus trilocularius                      |                                                 | Malvaceae        | |         |
| • Cordia dichotoma                             | Dichotomous Cordia                              | Boraginaceae     | GRIN, Ecoport |         |
| • Cordia myxa                                  |                                                 | Malvaceae        | GRIN, Ecoport |         |
| • Cordyline australis                          | Cordyline australe                              | Asparagaceae     | Ecoport |         |
| • Cordyline fruticosa                          | Iron Plant                                      | Asparagaceae     | GRIN, Ecoport |         |
| • Coriandrum sativum                           | Coriandre                                       | Apiaceae         | Ecoport |         |
| • Cornus kousa                                 | Cornouiller du Japon                            | Cornaceae        | Ecoport |         |
| • Corypha utan                                 |                                                 | Arecaceae        | (Syn. C. elata) |         |
| • Cosmos caudatus                              |                                                 | Asteraceae       | GRIN, Ecoport |         |
| • Crambe cordifolia                            | Chou nuage blanc                                | Brassicaceae     | Ecoport |         |
| • Crambe maritima                              | Crambe maritime, chou marin                     | Brassicaceae     | GRIN, Ecoport |         |
| • Crassocephalum crepidioides                  | Redflower ragleaf                               | Asteraceae       | |         |
| • Crataegus monogyna                           | Épine blanche                                   | Rosaceae         | Ecoport |         |
| • Crateva religiosa                            |                                                 | Capparaceae      | Ecoport |         |
| • Crescentia cujete                            |                                                 | Bignoniaceae     | GRIN, Ecoport |         |
| • Crithmum maritimum                           | Criste marine                                   | Apiaceae         | Ecoport |         |
| • Crotalaria glauca                            |                                                 | Fabaceae         | |         |
| • Crotalaria longirostrata                     | Chipilín                                        | fabaceae         | Ecoport |         |
| • Crotalaria ochroleuca                        |                                                 | Fabaceae         | |         |
| • Cryptotaenia canadensis                      |                                                 | Apiaceae         | GRIN, Ecoport |         |
| • Cryptotaenia japonica                        | Mitsuba                                         | Apiaceae         | Ecoport |         |
| • Cubilia blancoi                              |                                                 | Sapindaceae      | |         |
| • Cucumis africanus                            |                                                 | Cucurbitaceae    | |         |
| • Cucumis anguria                              | Concombre des Antilles                          | Cucurbitaceae    | GRIN, Ecoport |         |
| • Cucumis dipsaceus                            |                                                 | Cucurbitaceae    | |         |
| • Cucumis metuliferus                          | Concombre épineux                               | Cucurbitaceae    | Ecoport |         |
| • Cucumis prophetarum                          |                                                 | Cucurbitaceae    | Ecoport |         |
| • Cucumis sativus var. sativus                 | Concombre                                       | Cucurbitaceae    | GRIN, Ecoport |         |
| • Cucurbita maxima                             | Potiron                                         | Cucurbitaceae    | GRIN, Ecoport |         |
| • Cucurbita moschata                           | Courge musquée                                  | Cucurbitaceae    | GRIN, Ecoport |         |
| • Cucurbita pepo var. ovifera (L.) Harz        | Pâtisson                                        | Cucurbitaceae    | GRIN, Ecoport |         |
| • Cyclanthera pedata                           | Achoccha                                        | Cucurbitaceae    | |         |
| • Cymbopogon citratus                          | Citronnelle de l'Inde                           | Poaceae          | Ecoport |         |
| • Cynara cardunculus                           | Cardon                                          | Asteraceae       | Ecoport |         |
| • Cynoglossum officinale                       | Cynoglosse officinale                           | Boraginaceae     | Ecoport |         |
| • Cyperus esculentus                           | Souchet comestible                              | Cyperaceae       | GRIN, Ecoport |         |
| • Dasylirion texanum                           |                                                 | Asparagaceae     | Ecoport |         |
| • Dasylirion wheeleri                          | Desert spoon                                    | Asparagaceae     | Ecoport |         |
| • Daucus carota                                | Carotte sauvage                                 | Apiaceae         | Ecoport |         |
| • Decussocarpus nagi                           |                                                 | Podocarpaceae    | |         |
| • Descurainia pinnata                          |                                                 | Brassicaceae     | Ecoport |         |
| • Descurainia sophia                           | Flixweed                                        | Brassicaceae     | GRIN, Ecoport |         |
| • Dianthus superbus                            | Œillet superbe                                  | Caryophyllaceae  | Ecoport |         |
| • Dioscorea macrostachya                       |                                                 | Dioscoreaceae    | |         |
| • Diplazium esculentum                         |                                                 | Woodsiaceae      | Ecoport |         |
| • Diplotaxis muralis                           | Diplotaxe des murs                              | Brassicaceae     | GRIN, Ecoport |         |
| • Disphyma australe                            |                                                 | Aizoaceae        | |         |
| • Dracaena angustifolia                        |                                                 | Asparagaceae     | |         |
| • Dracocephalum moldavica                      |                                                 | Lamiaceae        | Ecoport |         |
| • Dracontomelon dao                            |                                                 | Anacardiaceae    | Ecoport |         |
| • Dudleya edulis                               |                                                 | Crassulaceae     | Ecoport |         |
| • Durio zibethinus                             | Durian                                          | Malvaceae        | GRIN, Ecoport |         |
| • Echinochloa colonum                          |                                                 | Poaceae          | |         |
| • Echinochloa crus-galli                       | Panic pied-de-coq                               | Poaceae          | Ecoport, Duke |         |
| • Echinophora spinosa                          |                                                 | Apiaceae         | |         |
| • Eleusine coracana subsp. coracana            | Éleusine                                        | Poaceae          | GRIN, Ecoport, Duke |         |
| • Elsholtzia ciliata                           |                                                 | Lamiaceae        | Ecoport |         |
| • Embelia ribes                                |                                                 | Primulaceae      | Ecoport |         |
| • Emex spinosa                                 |                                                 | Polygonaceae     | |         |
| • Emilia coccinea                              |                                                 | Asteraceae       | Ecoport |         |
| • Emilia sonchifolia                           | Tassel Flower                                   | Asteraceae       | GRIN, Ecoport |         |
| • Enchylaena tomentosa                         |                                                 | Amaranthaceae    | Ecoport |         |
| • Epilobium hirsutum                           | Épilobe à grandes fleurs                        | Onagraceae       | Ecoport |         |
| • Erechtites valerianifolia                    |                                                 | Asteraceae       | |         |
| • Erodium cicutarium                           | Bec-de-grue à feuilles de ciguë                 | Geraniaceae      | Ecoport |         |
| • Erodium moschatum                            | Bec-de-grue musqué                              | Geraniaceae      | Ecoport |         |
| • Eruca sativa                                 | Roquette                                        | Brassicaceae     | GRIN |         |
| • Eryngium foetidum                            | Panicaut fétide                                 | Apiaceae         | Les feuilles, au goût de coriandre, sont utilisées comme condiment, surtout en Asie du Sud-Est, notamment dans les phởs de Hanoï (soupes tonkinoises).                                                      |         |
| • Brahea edulis                                |                                                 | Arecaceae        | (Syn.Erythea edulis) |         |
| • Erythrina americana                          |                                                 | Fabaceae         | |         |
| • Erythrina berteroana                         |                                                 | Fabaceae         | GRIN, Ecoport, Duke |         |
| • Erythrina herbacea                           |                                                 | Fabaceae         | Ecoport |         |
| • Erythrina rubrinervia                        |                                                 | Fabaceae         | |         |
| • Erythronium albidum                          |                                                 | Liliaceae        | Ecoport |         |
| • Erythronium americanum                       |                                                 | Liliaceae        | Ecoport |         |
| • Erythronium dens-canis                       | Dent de chien                                   | Liliaceae        | |         |
| • Euclea crispa                                |                                                 | Ebenaceae        | |         |
| • Euonymus japonicus                           | Fusain du Japon                                 | Celastraceae     | Ecoport |         |
| • Euterpe edulis                               |                                                 | Arecaceae        | GRIN, Ecoport |         |
| • Euterpe oleracea                             |                                                 | Arecaceae        | GRIN, Ecoport |         |
| • Eutrema wasabi                               |                                                 | Brassicaceae     | |         |
| • Fagopyrum cymosum                            |                                                 | Polygonaceae     | Ecoport |         |
| • Fagopyrum esculentum                         | Sarrasin                                        | Polygonaceae     | GRIN, Ecoport |         |
| • Fagopyrum tataricum                          | Sarrasin de Tartarie                            | Polygonaceae     | GRIN, Ecoport |         |
| • Fagus grandifolia                            | Hêtre américain                                 | Fagaceae         | Ecoport |         |
| • Fagus sylvatica                              | Hêtre européen                                  | Fagaceae         | Ecoport |         |
| • Fedia cornucopiae                            |                                                 | Caprifoliaceae   | Ecoport |         |
| • Ferula assa-foetida                          | Asafoetida                                      | Apiaceae         | Ecoport |         |
| • Ferula communis                              |                                                 | Apiaceae         | Ecoport |         |
| • Ferula foetida                               |                                                 | Apiaceae         | |         |
| • Fibigia clypeata                             |                                                 | Brassicaceae     | Ecoport |         |
| • Filipendula vulgaris                         | Dropwort                                        | Rosaceae         | Ecoport |         |
| • Flacourtia cataphracta                       |                                                 | Salicaceae       | |         |
| • Flacourtia rukam                             | Rukam                                           | Salicaceae       | GRIN, Ecoport |         |
| • Flagellaria indica                           |                                                 | Flagellariaceae  | |         |
| • Foeniculum vulgare Miller                    | Fenouil                                         | Apiaceae         | Ecoport |         |
| • Fragaria iinumae                             |                                                 | Rosaceae         | |         |
| • Galactites tomentosa                         |                                                 | Asteraceae       | Ecoport |         |
| • Galega officinalis                           | Galéga officinal                                | Fabaceae         | Ecoport |         |
| • Galinsoga parviflora                         | Galinsoga à petites fleurs                      | Asteraceae       | Ecoport |         |
| • Galium aparine                               | Gaillet gratteron                               | Rubiaceae        | Ecoport |         |
| • Gaultheria myrsinoides                       |                                                 | Ericaceae        | |         |
| • Gaultheria procumbens                        | Gaulthérie couchée                              | Ericaceae        | Ecoport |         |
| • Geranium thunbergii                          |                                                 | Geraniaceae      | |         |
| • Glechoma hederacea                           | Lierre terrestre                                | Lamiaceae        | Ecoport |         |
| • Glehnia littoralis                           |                                                 | Apiaceae         | Ecoport |         |
| • Glinus lotoides                              |                                                 | Molluginaceae    | |         |
| • Glycine max                                  | Soja                                            | Fabaceae         | GRIN, Ecoport, Duke |         |
| • Gnetum gnemon                                | Melindjo                                        | Gnetaceae        | GRIN, Ecoport |         |
| • Gossypium arboreum                           | Cotonnier arbustif                              | Malvaceae        | |         |
| • Gossypium barbadense                         | Cotonnier des Barbades                          | Malvaceae        | |         |
| • Gossypium herbaceum                          | Cotonnier herbacé                               | Malvaceae        | GRIN, Ecoport |         |
| • Gourliea decorticans                         |                                                 | Fabaceae         | |         |
| • Gynanadropsis gynandra                       |                                                 | Capparaceae      | |         |
| • Gynostemma pentaphyllum                      | Jiaogulan                                       | Cucurbitaceae    | |         |
| • Gynura crepioides                            |                                                 | Asteraceae       | |         |
| • Halimione portulacoides                      | Obione faux-pourpier                            | Amaranthaceae    | Ecoport |         |
| • Helwingia japonica                           |                                                 | Helwingiaceae    | |         |
| • Hemerocallis dumortieri                      |                                                 | Xanthorrhoeaceae | |         |
| • Hemerocallis fulva                           | Hémérocalle fauve                               | Xanthorrhoeaceae | Ecoport |         |
| • Hemerocallis fulva                           |                                                 | Xanthorrhoeaceae | |         |
| • Hemerocallis lilioasphodelus                 |                                                 | Xanthorrhoeaceae | GRIN, Ecoport |         |
| • Hemerocallis middendorffii                   |                                                 | Xanthorrhoeaceae | |         |
| • Hemerocallis middendorffii esculenta         |                                                 | Xanthorrhoeaceae | |         |
| • Hemerocallis minor                           |                                                 | Xanthorrhoeaceae | GRIN, Ecoport |         |
| • Heracleum lanatum                            |                                                 | Apiaceae         | |         |
| • Heracleum sphondylium                        | Berce commune                                   | Apiaceae         | Ecoport |         |
| • Hesperis matronalis                          | Julienne des dames                              | Brassicaceae     | GRIN, Ecoport |         |
| • Heterospathe elata                           |                                                 | Arecaceae        | |         |
| • Hibiscus acetosella Welwitsch ex Hiern       |                                                 | Malvaceae        | GRIN, Ecoport |         |
| • Hibiscus bifurcatus                          |                                                 | Malvaceae        | |         |
| • Hibiscus cannabinus                          | Kenaf                                           | Malvaceae        | Ecoport, Duke |         |
| • Hibiscus diversifolius                       |                                                 | Malvaceae        | Ecoport |         |
| • Hibiscus furcatus                            |                                                 | Malvaceae        | |         |
| • Hibiscus rosa-sinensis                       | Hibiscus Rose de Chine                          | Malvaceae        | Ecoport |         |
| • Hibiscus sabdariffa                          | Roselle                                         | Malvaceae        | GRIN, Ecoport, Duke |         |
| • Hibiscus surattensis                         |                                                 | Malvaceae        | Ecoport |         |
| • Hibiscus syriacus                            | Hibiscus commun                                 | Malvaceae        | Les jeunes feuilles sont consommées cuites |         |
| • Hibiscus tiliaceus                           |                                                 | Malvaceae        | Ecoport |         |
| • Hirschfeldia incana                          |                                                 | Brassicaceae     | Ecoport |         |
| • Honckenya peploides                          |                                                 | Caryophyllaceae  | Ecoport |         |
| • Hoslundia opposita                           |                                                 | Lamiaceae        | |         |
| • Houttuynia cordata                           |                                                 | Saururaceae      | GRIN, Ecoport |         |
| • Humulus lupulus                              | Houblon                                         | Cannabaceae      | Ecoport, Duke |         |
| • Hydrangea anomala                            |                                                 | Hydrangeaceae    | |         |
| • Hydrocotyle sibthorpioides                   |                                                 | Araliaceae       | Ecoport |         |
| • Hydrocotyle vulgaris                         | Écuelle d'eau                                   | Araliaceae       | Ecoport |         |
| • Hydrophyllum canadense                       | Hydrophylle du Canada                           | Boraginaceae     | Ecoport |         |
| • Hydrophyllum virginianum                     | Hydrophylle de Virginie                         | Boraginaceae     | Ecoport |         |
| • Hyoseris radiata                             | Hyoséride rayonnante                            | Asteraceae       | |         |
| • Hyphaene thebaica                            | Palmier doum d'Égypte                           | Arecaceae        | Ecoport |         |
| • Hypochaeris maculata                         |                                                 | Asteraceae       | |         |
| • Hypochaeris radicata                         | Oreille de chat                                 | Asteraceae       | Ecoport |         |
| • Indigofera pseudotinctoria                   |                                                 | Fabaceae         | |         |
| • Inula crithmoides                            | Inule faux crithme                              | Asteraceae       | Ecoport |         |
| • Inula helenium                               | Grande aunée                                    | Asteraceae       | Ecoport |         |
| • Ipomoea aquatica                             | Liseron d'eau                                   | Convolvulaceae   | Ecoport |         |
| • Ipomoea batatas var. batatas                 | Patate douce ou patate de Malaga                | Convolvulaceae   | Les jeunes feuilles peuvent se consommer comme des épinards. |         |
| • Iriartea deltoidea                           |                                                 | Arecaceae        | (syn. I. ventricosa) |         |
| • Jaltomata procumbens                         |                                                 | Solanaceae       | GRIN, Ecoport |         |
| • Juglans ailantifolia                         | Noyer du Japon                                  | Juglandaceae     | GRIN, Ecoport |         |
| • Kaempferia galanga                           |                                                 | Zingiberaceae    | GRIN, Ecoport |         |
| • Kaempferia rotunda                           |                                                 | Zingiberaceae    | Ecoport |         |
| • Karatas plumieri                             |                                                 | Bromeliaceae     | |         |
| • Kleinhovia hospita                           |                                                 | Malvaceae        | Ecoport |         |
| • Lablab purpureus subsp. purpureus            | Lablab                                          | Fabaceae         | GRIN, Ecoport |         |
| • Lactuca indica                               | Laitue indienne                                 | Asteraceae       | GRIN, Ecoport |         |
| • Lactuca perennis                             | Laitue vivace                                   | Asteraceae       | Ecoport |         |
| • Lactuca sativa                               | Laitue cultivée                                 | Asteraceae       | Légume-feuille cultivé depuis l'Antiquité, la laitue se consomme crue, en salade, ou cuite, par exemple braisée ou en purée.                                                                                |         |
| • Lactuca sativa var. angustana                | Laitue-asperge                                  | Asteraceae       | GRIN |         |
| • Lactuca serriola                             | Laitue scariole                                 | Asteraceae       | Ecoport |         |
| • Lagenaria siceraria                          | Calebasse, Gourde                               | Cucurbitaceae    | GRIN, Ecoport |         |
| • Lallemantia iberica                          |                                                 | Lamiaceae        | Ecoport |         |
| • Lamium galeobdolon                           | Lamier jaune                                    | Lamiaceae        | |         |
| • Lamium album                                 | Ortie blanche                                   | Lamiaceae        | Ecoport |         |
| • Lamium amplexicaule                          | Lamier amplexicaule                             | Lamiaceae        | Ecoport |         |
| • Lamium purpureum                             | Lamier pourpre                                  | Lamiaceae        | Ecoport |         |
| • Lannea grandis                               |                                                 | Anacardiaceae    | |         |
| • Lapsana communis                             | Lampsane commune                                | Asteraceae       | Ecoport |         |
| • Lathyrus davidii                             |                                                 | Fabaceae         | |         |
| • Lathyrus sativus                             | Gesse commune                                   | Fabaceae         | Ecoport |         |
| • Leichhardtia australis                       |                                                 | Phyllanthaceae   | |         |
| • Lemna minor                                  | Petite lentille d'eau                           | Araceae          | Ecoport |         |
| • Leontodon hispidus                           |                                                 | Asteraceae       | Ecoport |         |
| • Leonurus sibiricus                           |                                                 | Lamiaceae        | Ecoport |         |
| • Lepidium campestre                           | Passerage des champs                            | Brassicaceae     | Ecoport |         |
| • Lepidium latifolium                          | Passerage à larges feuilles                     | Brassicaceae     | GRIN, Ecoport |         |
| • Lepidium meyenii                             | Maca                                            | Brassicaceae     | GRIN, Ecoport |         |
| • Lepidium sativum                             | Cresson alénois                                 | Brassicaceae     | GRIN, Ecoport |         |
| • Lepidium virginicum                          | Passerage de Virginie                           | Brassicaceae     | Ecoport |         |
| • Leptadenia hastata                           |                                                 | Apocynaceae      | Ecoport |         |
| • Lespedeza bicolor                            | Lespedeza                                       | Fabaceae         | Ecoport |         |
| • Leucaena esculenta                           |                                                 | Fabaceae         | |         |
| • Leucaena latisiliqua                         |                                                 | Fabaceae         | |         |
| • Leucanthemum vulgare                         | Marguerite commune                              | Asteraceae       | Ecoport |         |
| • Levisticum officinale                        | Livèche                                         | Apiaceae         | Ecoport |         |
| • Lilium amabile                               |                                                 | Liliaceae        | |         |
| • Lilium longiflorum                           | White Trumpet Lily                              | Liliaceae        | Ecoport |         |
| • Limnocharis flava                            | Yellow Velvetleaf                               | Alismataceae     | GRIN, Ecoport |         |
| • Limnophila aromatica                         | Limnophile aromatique                           | Plantaginaceae   | Ecoport |         |
| • Limnophila indica                            |                                                 | Plantaginaceae   | Ecoport |         |
| • Limonia acidissima                           |                                                 | Rutaceae         | GRIN, Ecoport |         |
| • Lindera glauca                               |                                                 | Lauraceae        | |         |
| • Lindera obtusiloba                           |                                                 | Lauraceae        | |         |
| • Lippia alba                                  |                                                 | Verbenaceae      | |         |
| • Litsea thunbergii                            |                                                 | Lauraceae        | |         |
| • Livistona saribus                            |                                                 | Arecaceae        | |         |
| • Lodoicea maldivica                           | Coco de mer, Cocotier des Seychelles            | Arecaceae        | |         |
| • Lomatium californicum                        |                                                 | Apiaceae         | |         |
| • Lomatium nudicaule                           |                                                 | Apiaceae         | Ecoport |         |
| • Lomatium utriculatum                         |                                                 | Apiaceae         | Ecoport |         |
| • Lonicera henryi                              |                                                 | Caprifoliaceae   | |         |
| • Lonicera japonica                            | Chèvrefeuille du Japon                          | Caprifoliaceae   | Ecoport |         |
| • Luffa acutangula                             | Luffa                                           | Cucurbitaceae    | GRIN, Ecoport |         |
| • Luffa cylindrica                             | Courge torchon                                  | Éponge végétale  | Cucurbitaceae | Ecoport |
| • Lycium chinense                              | lyciet de Chine                                 | Solanaceae       | GRIN, Ecoport |         |
| • Lysimachia clethroides                       | Lysimaque de Chine                              | Myrsinaceae      | Ecoport |         |
| • Madhuca longifolia                           |                                                 | Sapotaceae       | GRIN, Ecoport |         |
| • Magnolia hypoleuca                           |                                                 | Magnoliaceae     | |         |
| • Magnolia kobus                               |                                                 | Magnoliaceae     | |         |
| • Mahonia nervosa                              | Dwarf Oregon-grape                              | Berberidaceae    | Ecoport |         |
| • Malva neglecta                               | Mauve à feuilles rondes                         | Malvaceae        | GRIN, Ecoport |         |
| • Malva parviflora                             | Mauve à petites fleurs                          | Malvaceae        | Ecoport |         |
| • Malva sylvestris                             | Grande mauve                                    | Malvaceae        | GRIN |         |
| • Malva verticillata                           | Mauve verticillée                               | Malvaceae        | |         |
| • Malva verticillata var. crispa               |                                                 | Malvaceae        | GRIN |         |
| • Mangifera caesia                             |                                                 | Anacardiaceae    | GRIN, Ecoport |         |
| • Mangifera indica                             | Manguier                                        | Anacardiaceae    | GRIN, Ecoport |         |
| • Manihot esculenta subsp. esculenta           | Manioc                                          | Euphorbiaceae    | Les feuilles sont comestibles et sont largement consommées en Afrique, mais nécessitent une préparation pour éliminer l'acide cyanhydrique,.                                                                |         |
| • Marrubium vulgare                            | Marrube blanc                                   | Lamiaceae        | Ecoport |         |
| • Matteuccia pensylvanica                      |                                                 | Onocleaceae      | |         |
| • Medicago lupulina                            | Luzerne lupuline                                | Fabaceae         | Ecoport |         |
| • Medicago polymorpha                          | Luzerne polymorphe                              | Fabaceae         | Ecoport |         |
| • Medicago sativa subsp. sativa                | Luzerne cultivée                                | Fabaceae         | GRIN, Ecoport, Duke |         |
| • Megacarpaea polyandra                        |                                                 | Brassicaceae     | |         |
| • Melilotus albus                              | Mélilot blanc                                   | Fabaceae         | Ecoport |         |
| • Melilotus altissimus                         | Mélilot élevé                                   | Fabaceae         | GRIN, Ecoport |         |
| • Mentha arvensis piperascens                  | Menthe japonaise                                | Lamiaceae        | |         |
| • Mentha arvensis villosa                      | American wild mint                              | Lamiaceae        | |         |
| • Mentha longifolia                            | Menthe à longues feuilles                       | Lamiaceae        | Ecoport |         |
| • Mentha x piperita citrata                    | Menthe poivrée                                  | Lamiaceae        | |         |
| • Mertensia maritima                           | Mertensie maritime                              | Boraginaceae     | Ecoport |         |
| • Mesembryanthemum crystallinum                | Ficoïde glaciale                                | Aizoaceae        | GRIN, Ecoport |         |
| • Mesua ferrea                                 | Bois de fer de Ceylan                           | Calophyllaceae   | Ecoport |         |
| • Metroxylon sagu                              | Sagoutier                                       | Arecaceae        | GRIN, Ecoport |         |
| • Mimulus guttatus                             | Mimule tacheté                                  | Phrymaceae       | Ecoport |         |
| • Mirabilis expansa                            | Mauka                                           | Nyctaginaceae    | GRIN, Ecoport |         |
| • Mirabilis jalapa                             | Belle de nuit                                   | Nyctaginaceae    | Ecoport |         |
| • Mollugo verticillata                         | Verticillata Carpetweed                         | Molluginaceae    | Ecoport |         |
| • Momordica balsamina                          | Momordique commune ou pomme de merveille        | Cucurbitaceae    | Ecoport |         |
| • Momordica charantia                          | Margose                                         | Cucurbitaceae    | GRIN, Ecoport |         |
| • Momordica cochinchinensis                    |                                                 | Cucurbitaceae    | GRIN, Ecoport |         |
| • Monarda didyma                               | Monarde                                         | Lamiaceae        | Ecoport |         |
| • Monarda fistulosa                            | Monarde fistuleuse                              | Lamiaceae        | Ecoport |         |
| • Mondia whitei                                | White's Ginger                                  | Apocynaceae      | |         |
| • Montia fontana                               |                                                 | Montiaceae       | Ecoport |         |
| • Montia sibirica                              |                                                 | Montiaceae       | |         |
| • Morinda citrifolia                           | Rhubarbe caraïbe                                | Rubiaceae        | Ecoport |         |
| • Moringa oleifera                             | Moringa                                         | Moringaceae      | GRIN, Ecoport, Duke |         |
| • Moringa ovalifolia                           |                                                 | Moringaceae      | |         |
| • Moringa stenopetala                          |                                                 | Moringaceae      | Zemede Asfaw, "Conservation and use of traditional vegetables in Ethiopia" |         |
| • Morus alba var. indica                       | Mûrier blanc                                    | Moraceae         | |         |
| • Morus alba var. stylosa                      |                                                 | Moraceae         | |         |
| • Morus rubra                                  | Mûrier rouge                                    | Moraceae         | GRIN, Ecoport |         |
| • Mucuna pruriens var. utilis                  | Pois mascate                                    | Fabaceae         | GRIN, Ecoport |         |
| • Mycelis muralis                              | Laitue des murailles                            | Asteraceae       | Les jeunes feuilles, à peine amère, peuvent se consommer en salades. |         |
| • Myrianthus arboreus                          | Arbre à pain indigène                           | Urticaceae       | En Afrique de l'Ouest, les jeunes feuilles sont consommées en soupes de légumes |         |
| • Myrica gale                                  | Piment royal                                    | Myricaceae       | Les feuilles du Piment royal à l'arôme agréable, ont été utilisées comme condiment ou pour aromatiser la bière.                                                                                             |         |
| • Myriophyllum aquaticum                       | Myriophylle du Brésil                           | Haloragaceae     | Les jeunes pousses peuvent être cuisinées et consommées comme légumes. |         |
| • Myrrhis odorata                              | Cerfeuil musqué                                 | Apiaceae         | Les feuilles, à l'odeur anisée caractéristique, sont utilisées pour aromatiser salades, légumes et desserts.                                                                                                |         |
| • Nannorrhops ritchiana                        |                                                 | Arecaceae        | |         |
| • Nasturtium officinale                        | Cresson de fontaine, cresson officinal          | Brassicaceae     | Légume-feuille largement cultivé. Les feuilles sont aussi récoltées à l'état sauvage. |         |
| • Nauclea orientalis                           |                                                 | Rubiaceae        | Ecoport |         |
| • Nelumbo lutea                                | Lotus jaune d'Amérique                          | Nelumbonaceae    | Ecoport |         |
| • Nelumbo nucifera                             | Lotus sacré, lotus indien                       | Nelumbonaceae    | Les jeunes feuilles sont comestibles, les pétioles, insipides, peuvent être consommés crus en salade ou confits dans le vinaigre, les feuilles cuites ont un goût qui évoque l'huître,.                     |         |
| • Nepeta cataria                               | Cataire, Herbe-aux-chats                        | Lamiaceae        | Les feuilles et les sommités fleuries peuvent servir de condiment. |         |
| • Neptunia oleracea                            |                                                 | Fabaceae         | Ecoport |         |
| • Nymphaea odorata                             |                                                 | Nymphaeaceae     | Ecoport |         |
| • Nymphoides indica                            |                                                 | Menyanthaceae    | |         |
| • Nymphoides peltatum                          | Petit nénuphar                                  | Menyanthaceae    | Ecoport |         |
| • Ocimum basilicum                             | Basilic                                         | Lamiaceae        | Ecoport |         |
| • Ocimum canum                                 |                                                 | lamiaceae        | Ecoport |         |
| • Ocimum gratissimum                           |                                                 | Lamiaceae        | Ecoport |         |
| • Ocimum sanctum                               | Tulsi                                           | Lamiaceae        | |         |
| • Oenanthe javanica                            | Water Celery                                    | Apiaceae         | GRIN, Ecoport |         |
| • Oenothera biennis                            | Onagre bisannuelle                              | Onagraceae       | Les jeunes feuilles en rosette peuvent être consommées cuites. |         |
| • Oenothera hookeri                            |                                                 | Onagraceae       | |         |
| • Oncosperma tigillarium                       |                                                 | Arecaceae        | (Syn. O.filamentosum) |         |
| • Onoclea sensibilis                           | Fougère sensitive                               | Onocleaceae      | Ecoport |         |
| • Operculina turphetum                         |                                                 | Convolvulaceae   | |         |
| • Attalea speciosa                             | Babassu                                         | Arecaceae        | (Syn. Orbignya martiana) |         |
| • Origanum vulgare                             | Origan                                          | Lamiaceae        | Ecoport |         |
| • Oroxylum indicum                             |                                                 | Bignoniaceae     | Ecoport |         |
| • Oryza sativa                                 | Riz                                             | Poaceae          | GRIN, Ecoport, Duke |         |
| • Osmorhiza aristata                           |                                                 | Apiaceae         | Ecoport |         |
| • Osmunda cinnamomea                           | Osmonde cannelle                                | Osmundaceae      | Ecoport |         |
| • Osmunda claytoniana                          | Osmonde de Clayton                              | Osmundaceae      | Ecoport |         |
| • Oxalis acetosella                            | Oxalis petite oseille                           | Oxalidaceae      | Ecoport |         |
| • Oxalis corniculata                           | Oxalis corniculée                               | Oxalidaceae      | Ecoport |         |
| • Oxalis deppei                                |                                                 | Oxalidaceae      | |         |
| • Oxalis oregana                               |                                                 | Oxalidaceae      | Ecoport |         |
| • Oxalis stricta                               | Common yellow woodsorrel                        | Oxalidaceae      | Ecoport |         |
| • Oxalis tuberosa                              | Oca                                             | Oxalidaceae      | GRIN, Ecoport |         |
| • Oxalis violacea                              |                                                 | Oxalidaceae      | Ecoport |         |
| • Oxyria digyna                                | Oxyrie à deux stigmates                         | Polygonaceae     | Ecoport |         |
| • Pachira aquatica                             | Arbre à monnaie                                 | Malvaceae        | GRIN, Ecoport |         |
| • Pachira insignis                             |                                                 | Malvaceae        | Ecoport |         |
| • Paederia foetida                             |                                                 | Rubiaceae        | Ecoport |         |
| • Pandanus amaryllifolius                      | Pandan                                          | Pandanaceae      | |         |
| • Pandanus tectorius                           | Vacouet                                         | Pandanaceae      | Ecoport |         |
| • Papaver rhoeas                               | Coquelicot                                      | Papaveraceae     | Les jeunes feuilles peuvent être ajoutées aux salades. |         |
| • Papaver somniferum                           | Pavot somnifère                                 | Papaveraceae     | Les jeunes feuilles peuvent être ajoutées aux salades. |         |
| • Parkia biglandulosa                          |                                                 | Fabaceae         | |         |
| • Parkia speciosa                              | Petai                                           | Fabaceae         | GRIN, Ecoport |         |
| • Parkinsonia florida                          | Blue Palo Verde                                 | Fabaceae         | |         |
| • Pastinaca sativa subsp. sativa               | Panais                                          | Apiaceae         | GRIN, Ecoport |         |
| • Patrinia scabiosifolia                       |                                                 | Caprifoliaceae   | |         |
| • Patrinia villosa                             |                                                 | Caprifoliaceae   | |         |
| • Paullinia pinnata                            |                                                 | Sapindaceae      | |         |
| • Paulownia tomentosa                          | Paulownia tomenteux                             | Paulowniaceae    | Ecoport |         |
| • Pedalium murex                               |                                                 | Pedaliaceae      | |         |
| • Peperomia pellucida                          | Koklaya                                         | Piperaceae       | GRIN, Ecoport |         |
| • Pereskia aculeata                            | Groseillier des Barbades                        | Cactaceae        | GRIN, Ecoport |         |
| • Pergularia daemia                            |                                                 | Apocynaceae      | Ecoport |         |
| • Perilla frutescens (L.) Britton              | Shiso                                           | Lamiaceae        | Ecoport |         |
| • Pelargonium crispum                          |                                                 | Geraniaceae      | Ecoport |         |
| • Pelargonium groupe rosat                     | Géranium rosat                                  | Geraniaceae      | Ecoport |         |
| • Pelargonium quercifolium                     | Géranium à feuilles de chêne                    | Geraniaceae      | Ecoport |         |
| • Persicaria hydropiper (L.) Spach             | Renouée poivre d'eau                            | Polygonaceae     | Ecoport |         |
| • Persicaria vulgaris                          |                                                 | Polygonaceae     | |         |
| • Petasites frigidus                           | Pétasite du froid                               | Lamiaceae        | Ecoport |         |
| • Petroselinum crispum                         | Persil                                          | Apiaceae         | Ecoport |         |
| • Petroselinum crispum var. tuberosum          | Persil tubéreux                                 | Apiaceae         | GRIN |         |
| • Peucedanum ostruthium                        |                                                 | Apiaceae         | Ecoport |         |
| • Phaseolus coccineus                          | Haricot d'Espagne                               | Fabaceae         | GRIN, Ecoport |         |
| • Phaseolus lunatus                            | Haricot de Lima                                 | Fabaceae         | GRIN, Ecoport |         |
| • Phaseolus vulgaris                           | Haricot commun                                  | Fabaceae         | GRIN, Ecoport, Duke |         |
| • Phoenix dactylifera                          | Palmier-dattier                                 | Arecaceae        | GRIN, Ecoport, Duke |         |
| • Phoenix reclinata                            | Palmier du Sénégal                              | Arecaceae        | Ecoport |         |
| • Phragmites australis (Cav.) Trin. ex Steudel | Roseau commun                                   | Poaceae          | Ecoport, Duke |         |
| • Phyla scaberrima                             |                                                 | Verbenaceae      | |         |
| • Phyllanthus acidus                           | Girembellier                                    | Phyllanthaceae   | |         |
| • Phyllanthus emblica                          | Amla                                            | Phyllanthaceae   | GRIN |         |
| • Phyteuma orbiculare                          | Raiponce orbiculaire                            | Campanulaceae    | |         |
| • Phytolacca acinosa                           | Phytolaque d'Orient                             | Phytolaccaceae   | Ecoport |         |
| • Phytolacca acinosa var. esculenta            | Raisin d'Amérique comestible                    | Phytolaccaceae   | |         |
| • Phytolacca americana                         | Raisin d'Amérique                               | Phytolaccaceae   | Ecoport |         |
| • Phytolacca dioica                            | Belombra                                        | Phytolaccaceae   | Ecoport |         |
| • Phytolacca rivinoides                        |                                                 | Phytolaccaceae   | Ecoport |         |
| • Pimpinella anisum                            | Anis vert                                       | Apiaceae         | Ecoport |         |
| • Pimpinella saxifraga                         | Boucage saxifrage                               | Apiaceae         | Ecoport |         |
| • Pinus densiflora                             | Pin rouge du Japon                              | Pinaceae         | Ecoport |         |
| • Piper auritum                                | Poivrier mexicain                               | Piperaceae       | |         |
| • Piper guineense                              | Cubèbe africain                                 | Piperaceae       | Ecoport |         |
| • Piper sarmentosum                            | Cha-phlu                                        | Piperaceae       | |         |
| • Pipturus argenteus                           | Queensland grass-cloth plant                    | Urticaceae       | Ecoport |         |
| • Pistacia chinensis                           | Pistachier de Chine                             | Anacardiaceae    | GRIN, Ecoport |         |
| • Pistacia terebinthus                         | Pistachier térébinthe                           | Anacardiaceae    | GRIN, Ecoport |         |
| • Pistia stratiotes                            | Laitue d'eau                                    | Araceae          | Ecoport |         |
| • Pisum sativum                                | Pois                                            | Fabaceae         | GRIN, Ecoport |         |
| • Pithecellobium lobatum                       |                                                 | Fabaceae         | |         |
| • Plantago coronopus                           | Plantain corne de cerf                          | Plantaginaceae   | Les feuilles peuvent être ajoutées dans les salades. |         |
| • Plantago lanceolata                          | Plantain lancéolé                               | Plantaginaceae   | Ecoport |         |
| • Plantago major                               | Grand plantain                                  | Plantaginaceae   | Ecoport |         |
| • Plantago maritima                            | Plantain maritime                               | Plantaginaceae   | Ecoport |         |
| • Plantago maritima ssp. juncoides             |                                                 | Plantaginaceae   | |         |
| • Plectranthus amboinicus                      |                                                 | Lamiaceae        | GRIN, Ecoport |         |
| • Pluchea indica                               |                                                 | Asteraceae       | Ecoport |         |
| • Podophyllum hexandrum                        | Podophylle indien                               | Berberidaceae    | Ecoport |         |
| • Poliomintha incana                           |                                                 | Lamiaceae        | Ecoport |         |
| • Polygonum aviculare                          | Renouée des oiseaux                             | Polygonaceae     | Ecoport |         |
| • Polygonum bistorta                           | Renouée bistorte                                | Polygonaceae     | Ecoport |         |
| • Polygonum bistortoides                       | Renouée américaine                              | Polygonaceae     | Ecoport |         |
| • Polygonum punctatum                          | Renouée ponctuée                                | Polygonaceae     | |         |
| • Polygonum viviparum                          | Renouée vivipare                                | Polygonaceae     | Ecoport |         |
| • Polymnia sonchifolio                         |                                                 | Asteraceae       | |         |
| • Poncirus trifoliata                          | Citronnier épineux                              | Rutaceae         | Ecoport |         |
| • Pontederia cordata                           |                                                 | Pontederiaceae   | Ecoport |         |
| • Portulaca oleracea                           | Pourpier                                        | Portulacaceae    | GRIN, Ecoport |         |
| • Portulaca pilosa                             |                                                 | Portulacaceae    | |         |
| • Portulacaria afra                            |                                                 | Portulacaceae    | |         |
| • Pothomorphe peltata                          |                                                 | Piperaceae       | |         |
| • Pothomorphe umbellata                        |                                                 | Piperaceae       | |         |
| • Premna odorata                               |                                                 | Lamiaceae        | Ecoport |         |
| • Primula veris                                | Primevère officinale                            | Primulaceae      | GRIN, Ecoport |         |
| • Primula vulgaris                             | Primevère commune                               | Primulaceae      | Ecoport |         |
| • Proboscidea louisianica                      |                                                 | Martyniaceae     | Ecoport |         |
| • Prosopis spicegera                           |                                                 | Fabaceae         | |         |
| • Prunella vulgaris                            | Brunelle commune                                | Lamiaceae        | Ecoport |         |
| • Prunus padus                                 | Merisier à grappes                              | Rosaceae         | GRIN, Ecoport |         |
| • Prunus tomentosa                             | Ragouminier                                     | Rosaceae         | GRIN, Ecoport |         |
| • Psophocarpus palustris                       |                                                 | Fabaceae         | |         |
| • Psophocarpus tetragonolobus (L.) DC.         | Haricot ailé                                    | Fabaceae         | GRIN, Ecoport |         |
| • Pteridium aquilinum                          | Fougère aigle                                   | Dennstaedtiaceae | GRIN, Ecoport |         |
| • Pteris ensiformis                            | Ptéris à feuilles fines                         | Pteridaceae      | |         |
| • Pterocarpus indicus                          | Bois de rose de Birmanie                        | Fabaceae         | Ecoport, Duke |         |
| • Ptychosperma elegans                         |                                                 | Arecaceae        | |         |
| • Pueraria lobata                              | Kudzu                                           | Fabaceae         | Ecoport |         |
| • Pueraria montana var. lobata                 | Kudzu                                           | Fabaceae         | GRIN, Ecoport |         |
| • Pulicaria odora                              |                                                 | Asteraceae       | |         |
| • Pulmonaria officinalis                       | Pulmonaire officinale                           | Boraginaceae     | Ecoport |         |
| • Punica granatum                              | Grenadier                                       | Lythraceae       | GRIN, Ecoport |         |
| • Puya caerulea                                |                                                 | Bromeliaceae     | |         |
| • Puya chilensis                               |                                                 | Bromeliaceae     | Ecoport |         |
| • Pyrus betulaefolia                           | Poirier à feuilles de bouleau                   | Rosaceae         | |         |
| • Ranunculus ficaria                           | Ficaire                                         | Ranunculaceae    | Les jeunes feuilles de la ficaire peuvent être consommées crues en salade. |         |
| • Raphanus raphanistrum                        | Ravenelle                                       | Brassicaceae     | Les feuilles peuvent se consommer crues en salade lorsqu'elles sont jeunes, ou cuites. |         |
| • Raphanus raphanistrum ssp. landra            |                                                 | Brassicaceae     | |         |
| • Raphanus raphanistrum ssp. maritimus         |                                                 | Brassicaceae     | |         |
| • Raphanus sativus                             | Radis                                           | Brassicaceae     | GRIN, Ecoport |         |
| • Raphanus sativus var. longipinnatus          | Daïkon                                          | Brassicaceae     | |         |
| • Raphia hookeri                               | Raphia                                          | Arecaceae        | GRIN, Ecoport |         |
| • Reichardia picroides                         | Reichardie faux-picris                          | Asteraceae       | Ecoport |         |
| • Rhamnus dahurica                             |                                                 | Rhamnaceae       | |         |
| • Rheum rhabarbarum                            | Rhubarbe                                        | Polygonaceae     | |         |
| • Rheum tataricum                              |                                                 | Polygonaceae     | |         |
| • Rhexia virginica                             | Rhexie de Virginie                              | Melastomataceae  | Ecoport |         |
| • Rhodiola rosea                               | Rhodiole                                        | Crassulaceae     | Ecoport |         |
| • Rhododendron arboreum                        |                                                 | Ericaceae        | Ecoport |         |
| • Rhoicissus capensis                          |                                                 | Vitaceae         | |         |
| • Rhopalostylis sapida                         | Nikau                                           | Arecaceae        | |         |
| • Ribes cereum                                 |                                                 | Grossulariaceae  | Ecoport |         |
| • Ribes divaricatum                            |                                                 | Grossulariaceae  | Ecoport |         |
| • Ribes nigrum                                 | Cassissier d'Europe                             | Grossulariaceae  | GRIN, Ecoport |         |
| • Ribes odoratum                               | Gadelier odorant                                | Grossulariaceae  | Ecoport |         |
| • Rorippa indica                               |                                                 | Brassicaceae     | Ecoport |         |
| • Rorippa islandica                            |                                                 | Brassicaceae     | |         |
| • Rosa multiflora                              | Rosier multiflore                               | Rosaceae         | Ecoport |         |
| • Roystonea regia                              |                                                 | Arecaceae        | (Syn. R. elata) |         |
| • Roystonea oleracea                           |                                                 | Arecaceae        | |         |
| • Rubus rosaefolius                            | Framboisier d'Asie                              | Rosaceae         | Ecoport |         |
| • Rumex acetosa                                | Oseille commune                                 | Polygonaceae     | GRIN, Ecoport |         |
| • Rumex acetosella                             | Petite oseille                                  | Polygonaceae     | Ecoport |         |
| • Rumex alpinus                                | Oseille des Alpes                               | Polygonaceae     | Ecoport |         |
| • Rumex arifolius                              | Rumex alpestre                                  | Polygonaceae     | |         |
| • Rumex crispus                                | Rumex crépu ou patience sauvage                 | Polygonaceae     | Ecoport |         |
| • Rumex hydrolapathum                          | Rumex aquatique ou patience aquatique           | Polygonaceae     | Ecoport |         |
| • Rumex hymenosepalus                          | Canaigre                                        | Polygonaceae     | Ecoport |         |
| • Rumex japonicus                              | Oseille japonaise                               | Polygonaceae     | Ecoport |         |
| • Rumex obtusifolius                           | Patience sauvage ou patience à feuilles obtuses | Polygonaceae     | Ecoport |         |
| • Rumex patientia                              | Patience ou oseille-épinard                     | Polygonaceae     | GRIN, Ecoport |         |
| • Rumex sagittatus                             | Oseille sagittée                                | Polygonaceae     | |         |
| • Rumex sanguineus                             |                                                 | Polygonaceae     | Ecoport |         |
| • Rumex scutatus                               | Oseille écussonnée ou oseille ronde             | Polygonaceae     | GRIN, Ecoport |         |
| • Rumex vesicarius                             | Oseille vésiculeuse                             | Polygonaceae     | GRIN, Ecoport |         |
| • Rungia klossii                               |                                                 | Acanthaceae      | Ecoport |         |
| • Ruta graveolens                              | Rue officinale                                  | Rutaceae         | Ecoport |         |
| • Sabal etonia                                 |                                                 | Arecaceae        | Ecoport |         |
| • Sabal palmetto                               | Palmier de Caroline                             | Arecaceae        | Ecoport |         |
| • Sagittaria sagittifolia                      | Flèche d'eau                                    | Alismataceae     | Ecoport |         |
| • Sagittaria trifolia                          | Sagittaire trifoliée                            | Alismataceae     | Ecoport |         |
| • Salicornia europaea                          | Salicorne d'Europe                              | Amaranthaceae    | GRIN, Ecoport |         |
| • Salix babylonica                             | Saule pleureur                                  | Salicaceae       | Ecoport |         |
| • Salix daphnoides                             |                                                 | Salicaceae       | Ecoport |         |
| • Salix gracilistyla                           | Rosegold pussy willow                           | Salicaceae       | |         |
| • Salsola kali                                 | Soude brûlée                                    | Amaranthaceae    | Ecoport, Duke |         |
| • Salsola komarovii                            | Salicorne japonaise                             | Amaranthaceae    | |         |
| • Salsola soda                                 | Soude commune                                   | Amaranthaceae    | Ecoport |         |
| • Salvadora persica                            | Bois d'Arak, siwak                              | Salvadoraceae    | Ecoport |         |
| • Salvia officinalis                           | Sauge officinale                                | Lamiaceae        | Ecoport |         |
| • Salvia sclarea                               | Sauge sclarée                                   | Lamiaceae        | Ecoport |         |
| • Salvia verbenaca                             | Sauge-verveine                                  | Lamiaceae        | Ecoport |         |
| • Salvia viridis                               |                                                 | Lamiaceae        | Ecoport |         |
| • Sambucus javanica                            |                                                 | Adoxaceae        | Ecoport |         |
| • Sambucus sieboldiana                         |                                                 | Adoxaceae        | Ecoport |         |
| • Sanguisorba canadensis                       |                                                 | Rosaceae         | Ecoport |         |
| • Sanguisorba minor                            | Pimprenelle                                     | Rosaceae         | Ecoport |         |
| • Sanguisorba officinalis                      | Grande pimprenelle                              | Rosaceae         | Ecoport |         |
| • Saraca bijuga                                | Saraca                                          | Fabaceae         | |         |
| • Sassafras albidum                            | Sassafras                                       | Lauraceae        | Ecoport |         |
| • Sauropus androgynus                          | Sauropus commun                                 | Phyllanthaceae   | GRIN, Ecoport |         |
| • Saxifraga pensylvanica                       |                                                 | Saxifragaceae    | Ecoport |         |
| • Saxifraga stolonifera                        | Saxifrage stolonifère                           | Saxifragaceae    | Ecoport |         |
| • Attalea butyracea                            |                                                 | Arecaceae        | (Syn. Scheelea butyracea) |         |
| • Attalea butyracea                            |                                                 | Arecaceae        | (Syn. Scheelea preussii) |         |
| • Schisandra chinensis                         |                                                 | Schisandraceae   | |         |
| • Schleichera oleosa                           |                                                 | Sapindaceae      | GRIN, Ecoport |         |
| • Scolymus maculatus                           | Scolyme taché                                   | Asteraceae       | Ecoport |         |
| • Scorzonera hispanica                         | Scorsonère d'Espagne                            | Asteraceae       | GRIN, Ecoport |         |
| • Scutellaria baicalensis                      | Scutellaire du lac Baïkal                       | Lamiaceae        | Ecoport |         |
| • Sechium edule                                | Chayote                                         | Cucurbitaceae    | GRIN, Ecoport |         |
| • Sedum anacampseros                           |                                                 | Crassulaceae     | |         |
| • Sedum reflexum                               | Orpin des rochers ou orpin réfléchi             | Crassulaceae     | Les jeunes feuilles, succulentes, à texture tendre, à saveur légèrement acidulée et astringente, peuvent être consommées en salade,.                                                                        |         |
| • Sedum rhodanthum                             |                                                 | Crassulaceae     | |         |
| • Sedum telephium                              | Orpin reprise                                   | Crassulaceae     | Les feuilles charnues et juteuses peuvent se consommer en salade. |         |
| • Serenoa repens                               | Palmier-scie ou palmier de Floride              | Arecaceae        | Ecoport |         |
| • Sesamum alatum                               |                                                 | Pedaliaceae      | GRIN, Ecoport |         |
| • Sesamum indicum                              | Sésame                                          | Pedaliaceae      | GRIN, Ecoport |         |
| • Sesamum radiatum                             |                                                 | Pedaliaceae      | GRIN, Ecoport |         |
| • Sesbania grandiflora                         | Fagotier                                        | Fabaceae         | GRIN, Ecoport, Duke |         |
| • Sesbania sesban                              | Sesban                                          | Fabaceae         | Ecoport |         |
| • Sesuvium portulacastrum                      | pourpier de mer                                 | Aizoaceae        | Les feuilles charnues et salées peuvent être consommées en salade. Elles peuvent aussi être conservées au vinaigre.                                                                                         |         |
| • Setaria palmifolia                           |                                                 | Poaceae          | GRIN, Ecoport |         |
| • Sicyos angulatus                             | Concombre anguleux                              | Cucurbitaceae    | Les feuilles peuvent être cuites et consommées comme un légume vert. |         |
| • Sida rhombifolia                             | Fausse guimauve                                 | Malvaceae        | |         |
| • Sidalcea neomexicana                         |                                                 | Malvaceae        | |         |
| • Silaum silaus                                |                                                 | Apiaceae         | |         |
| • Silene acaulis                               | Silène acaule                                   | Caryophyllaceae  | Ecoport |         |
| • Silene vulgaris                              | Silène enflé                                    | Caryophyllaceae  | Les jeunes pousses se consomment cuites à la vapeur ou à l'eau. C'est un légume traditionnel de la cuisine de La Mancha.                                                                                    |         |
| • Silybum marianum                             | Chardon-Marie                                   | Asteraceae       | Les feuilles débarrassées de leurs épines peuvent se cuisiner de diverses façons . |         |
| • Sinapis alba                                 | Moutarde blanche                                | Brassicaceae     | Ecoport, Duke |         |
| • Sinapis arvensis                             | Moutarde des champs                             | Brassicaceae     | Lamiaceae | Ecoport |
| • Sisymbrium altissimum                        |                                                 | Brassicaceae     | Ecoport |         |
| • Sisymbrium crassifolium                      | Sisymbre à feuilles épaisses                    | Brassicaceae     | Ecoport |         |
| • Sisymbrium irio                              |                                                 | Brassicaceae     | |         |
| • Sisymbrium officinale                        | Sisymbre officinal                              | Brassicaceae     | Ecoport |         |
| • Sium cicutaefolium                           |                                                 | Apiaceae         | |         |
| • Smyrnium olusatrum                           | Maceron                                         | Apiaceae         | Plante cultivée depuis l'Antiquité, les feuilles peuvent être consommées en salade ou comme condiment. |         |
| • Solanum aethiopicum                          | Aubergine amère                                 | Solanaceae       | GRIN, Ecoport |         |
| • Solanum incanum                              | Aubergine sauvage, pomme de Sodome              | Solanaceae       | |         |
| • Solanum indicum                              | Bringellier marron                              | Solanaceae       | |         |
| • Solanum macrocarpon                          | Aubergine africaine ou grosse aubergine amère   | Solanaceae       | GRIN, Ecoport |         |
| • Solanum melongena                            | Aubergine                                       | Solanaceae       | GRIN, Ecoport |         |
| • Solanum nigrum                               | Morelle noire                                   | Solanaceae       | GRIN, Ecoport |         |
| • Solanum americanum                           | Morelle d'Amérique                              | Solanaceae       | Ecoport |         |
| • Solanum scabrum                              | Morelle de Guinée                               | Solanaceae       | GRIN |         |
| • Solanum sessiliflorum                        | Cocona                                          | Solanaceae       | GRIN, Ecoport |         |
| • Solanum spirale                              |                                                 | Solanaceae       | |         |
| • Solanum torvum                               | bringelle marron                                | Solanaceae       | GRIN, Ecoport |         |
| • Solanum uporo                                |                                                 | Solanaceae       | |         |
| • Solanum wendlandii                           |                                                 | Solanaceae       | |         |
| • Solanum xanthocarpum                         |                                                 | Solanaceae       | Ecoport |         |
| • Solenostemon rotundifolius                   | Pomme de terre de Madagascar                    | Solanaceae       | GRIN, Ecoport |         |
| • Solidago missouriensis                       | Verge d'or du Missouri                          | Asteraceae       | Ecoport |         |
| • Sonchus arvensis                             | Laiteron des champs                             | Asteraceae       | Ecoport |         |
| • Sonchus asper                                | Laiteron rude                                   | Asteraceae       | Ecoport |         |
| • Sonchus oleraceus                            | Laiteron maraîcher                              | Asteraceae       | Ecoport |         |
| • Sophora japonica                             | Sophora du Japon                                | Fabaceae         | Ecoport |         |
| • Spathiphyllum phryniifolium                  |                                                 | Araceae          | |         |
| • Sphenoclea zeylanica                         |                                                 | Sphenocleaceae   | Ecoport |         |
| • Sphenostylis stenocarpa                      |                                                 | Fabaceae         | GRIN, Ecoport |         |
| • Acmella oleracea                             | brèdes mafane                                   | Asteraceae       | |         |
| • Spinacia oleracea                            | Épinard                                         | Amaranthaceae    | Légume-feuille largement cultivé dans les régions tempérées, dont il existe de nombreux cultivars. L'épinard est généralement consommé cuit, mais les jeunes feuilles peuvent se consommer crues en salade. |         |
| • Spirodela polyrhiza                          | Grande lentille d'eau                           | Araceae          | Ecoport |         |
| • Spondias dulcis                              | Prunier de Cythère                              | Anacardiaceae    | GRIN, Ecoport |         |
| • Spondias mombin                              | Prunier mombin                                  | Anacardiaceae    | GRIN, Ecoport |         |
| • Spondias purpurea                            | Prunier d'Espagne                               | Anacardiaceae    | GRIN, Ecoport |         |
| • Stanleya pinnatifida                         |                                                 | Brassicaceae     | |         |
| • Stellaria media                              | Mouron des oiseaux                              | Caryophyllaceae  | GRIN, Ecoport |         |
| • Stenochlaena palustris                       |                                                 | Blechnaceae      | |         |
| • Sterculia foetida                            | Arbre à merde, Olivier de Java                  | Malvaceae        | Ecoport |         |
| • Sterculia tragacantha                        |                                                 | Malvaceae        | |         |
| • Strychnos spinosa                            | Orange des singes                               | Loganiaceae      | GRIN, Ecoport |         |
| • Suaeda maritima                              | Soude maritime                                  | Asteraceae       | Ecoport |         |
| • Symphytum officinale                         | Consoude officinale                             | Lamiaceae        | Ecoport |         |
| • Symphytum x uplandicum                       | Consoude de Russie                              | Asteraceae       | |         |
| • Synedrella nodiflora                         |                                                 | Malvaceae        | Ecoport |         |
| • Syzygium malaccense                          | Jambosier rouge                                 | Asteraceae       | GRIN, Ecoport |         |
| • Syzygium polycephalum                        |                                                 | Malvaceae        | Ecoport |         |
| • Talinum paniculatum                          | Claytone paniculé                               | Talinaceae       | |         |
| • Talinum portulacifolium                      |                                                 | Talinaceae       | Ecoport |         |
| • Talinum fruticosum                           | Pourpier grand bois                             | Talinaceae       | Ecoport |         |
| • Tamarindus indica                            | Tamarinier                                      | Asteraceae       | GRIN, Ecoport |         |
| • Tanacetum vulgare                            | Tanaisie                                        | Asteraceae       | Ecoport |         |
| • Taraxacum albidum                            |                                                 | Malvaceae        | |         |
| • Taraxacum officinale                         | Pissenlit                                       | Asteraceae       | Les feuilles peuvent se consommer crues ou cuites. Lorsqu'elles sont récoltées dans les pâturages, elles peuvent contenir des larves de la grande et de la petite douve du foie.                            |         |
| • Telfairia occidentalis                       | Citrouille cannelée                             | Cucurbitaceae    | GRIN, Ecoport |         |
| • Telosma cordata                              |                                                 | Malvaceae        | |         |
| • Tetracarpidium conophorum                    | Noix africaine                                  | Malvaceae        | |         |
| • Tetragonia decumbens                         |                                                 | Aizoaceae        | |         |
| • Tetragonia implexicoma                       |                                                 | Aizoaceae        | Ecoport |         |
| • Tetragonia tetragonioides                    | Tétragone cornue, épinard de Nouvelle-Zélande   | Aizoaceae        | Espèce originaire d'Australasie, introduite en Europe au XVIIIe siècle. Les feuilles se consomment cuites ou cruesp. 471-472.                                                                               |         |
| • Thalia geniculata                            |                                                 | Malvaceae        | |         |
| • Thespesia populnea                           | Miro, Bois de rose d’Océanie                    | Asteraceae       | Ecoport |         |
| • Thlaspi arvense                              | Tabouret des champs                             | Brassicaceae     | Ecoport |         |
| • Thymus vulgaris                              | Thym commun                                     | Lamiaceae        | Ecoport |         |
| • Tilia americana                              | Tilleul d'Amérique                              | Malvaceae        | Ecoport |         |
| • Tilia japonica                               | Tilleul du Japon                                | Malvaceae        | |         |
| • Tilia x europaea                             | Tilleul commun                                  | Malvaceae        | GRIN |         |
| • Tiliacora triandra                           |                                                 | Menispermaceae   | |         |
| • Toddalia asiatica                            | Patte poule piquante                            | Rutaceae         | Ecoport |         |
| • Toona sinensis                               | Cédrèle de Chine                                | Meliaceae        | |         |
| • Tordylium apulum                             | Tordyle des Pouilles                            | Apiaceae         | Ecoport |         |
| • Trachycarpus fortunei                        | Palmier de Chine                                | Arecaceae        | Ecoport |         |
| • Tradescantia virginiana                      | Éphémère de Virginie                            | Commelinaceae    | Ecoport |         |
| • Tragopogon dubius                            | Salsifis douteux                                | Asteraceae       | Ecoport |         |
| • Tragopogon porrifolius                       | Salsifis cultivé                                | Asteraceae       | GRIN, Ecoport |         |
| • Tragopogon pratensis                         | Salsifis des prés                               | Asteraceae       | Ecoport |         |
| • Trianthema portulacastrum                    | Pourpier courant                                | Aizoaceae        | Ecoport |         |
| • Trichodesma zeylanicum                       | Bourrache africaine                             | Boraginaceae     | |         |
| • Trichosanthes cucumerina var. anguina        | Gourde serpent                                  | Cucurbitaceae    | GRIN |         |
| • Trichosanthes kirilowii                      | Concombre chinois                               | Cucurbitaceae    | Ecoport |         |
| • Trifolium hybridum                           | Trèfle hybride                                  | Fabaceae         | Ecoport |         |
| • Trifolium pratense                           | Trèfle des prés                                 | Fabaceae         | Ecoport, Duke |         |
| • Trifolium repens                             | Trèfle blanc                                    | Fabaceae         | Ecoport |         |
| • Trigonella caerulea                          | Trigonelle bleue                                | Fabaceae         | Ecoport |         |
| • Trigonella corniculata                       | Trigonelle à petites cornes                     | Fabaceae         | GRIN, Ecoport |         |
| • Trigonella foenum-graecum                    | Fenugrec                                        | Fabaceae         | GRIN, Ecoport |         |
| • Trillium erectum                             | Trille rouge                                    | Melanthiaceae    | Ecoport |         |
| • Trillium grandiflorum                        | Trille blanc                                    | Melanthiaceae    | Ecoport |         |
| • Trillium sessile                             |                                                 | Melanthiaceae    | |         |
| • Trillium undulatum                           | Trille ondulé                                   | Melanthiaceae    | Ecoport |         |
| • Tropaeolum majus                             | Grande capucine                                 | Tropaeolaceae    | GRIN, Ecoport |         |
| • Tropaeolum minus                             | Petite capucine                                 | Tropaeolaceae    | GRIN, Ecoport |         |
| • Tropaeolum tuberosum                         | Mashua                                          | Tropaeolaceae    | GRIN, Ecoport |         |
| • Tulbaghia alliacea                           |                                                 | Amaryllidaceae   | Ecoport |         |
| • Tussilago farfara                            | Tussilage                                       | Asteraceae       | Ecoport |         |
| • Typha capensis                               |                                                 | Typhaceae        | |         |
| • Typha elephantina                            |                                                 | Typhaceae        | Ecoport |         |
| • Ullucus tuberosus                            | Ulluco                                          | Basellaceae      | GRIN, Ecoport |         |
| • Ulmus pumila                                 | Orme de Sibérie                                 | Ulmaceae         | Ecoport |         |
| • Urena lobata                                 | Uréna à feuilles lobées ou herbe à panier       | Malvaceae        | Ecoport |         |
| • Urtica dioica                                | Grande ortie ou ortie dioïque                   | Urticaceae       | La grande ortie peut être consommée en soupes ou potages traditionnels, souvent associée à la pomme de terre.                                                                                               |         |
| • Urtica urens                                 | Ortie brûlante ou petite ortie                  | Urticaceae       | Les feuilles se consomment comme celles de la grande ortie. |         |
| • Valerianella eriocarpa                       | Mâche, mâche à fruits velus                     | Valerianaceae    | Adventice méditerranéenne proche de la mâche cultivée. |         |
| • Valerianella locusta                         | Mâche ou doucette                               | Valerianaceae    | Légume-feuille consommé en salade d'hiver, à consistance un peu mucilagineuse. |         |
| • Vallaris heynei                              |                                                 | Apocynaceae      | |         |
| • Verbena officinalis                          | Verveine officinale                             | Verbenaceae      | Ecoport |         |
| • Vernonia amygdalina                          | Bitter leaf                                     | Asteraceae       | GRIN, Ecoport |         |
| • Veronica anagallis-aquatica                  | Véronique mouron d'eau                          | Plantaginaceae   | Ecoport |         |
| • Veronica beccabunga                          | Véronique des ruisseaux                         | Plantaginaceae   | Ecoport |         |
| • Veronicastrum sibiricum                      |                                                 | Plantaginaceae   | |         |
| • Viola adunca                                 |                                                 | Violaceae        | Ecoport |         |
| • Viola canadensis                             | Violette du Canada                              | Violaceae        | Ecoport |         |
| • Viola odorata                                | Violette odorante                               | Violaceae        | Ecoport |         |
| • Viola papilionacea                           |                                                 | Violaceae        | |         |
| • Viola pedata                                 | Violette pied-d'oiseau                          | Violaceae        | Ecoport |         |
| • Viola sororia                                | Violette de la Pentecôte                        | Violaceae        | |         |
| • Viola x wittrockiana                         |                                                 | Violaceae        | |         |
| • Vitex doniana                                |                                                 | Lamiaceae        | Ecoport |         |
| • Vitis amurensis                              | Vigne de l'Amour                                | Vitaceae         | Ecoport |         |
| • Vitis californica                            | Vigne sauvage de Californie                     | Vitaceae         | Ecoport |         |
| • Vitis coignetiae                             |                                                 | Vitaceae         | |         |
| • Vitis labrusca                               | Vigne américaine                                | Vitaceae         | Les feuilles peuvent être consommées cuites en légumes ou farcies. |         |
| • Vitis munsoniana                             |                                                 | Vitaceae         | |         |
| • Vitis shuttleworthii                         |                                                 | Vitaceae         | |         |
| • Vitis vinifera                               | Vigne                                           | Vitaceae         | Les feuilles de vigne farcies, ou dolmas, sont une spécialité culinaire de l'est du bassin méditerranéen et du Moyen-Orient.                                                                                |         |
| • Washingtonia filifera                        | Palmier jupon de Californie                     | Arecaceae        | Ecoport |         |
| • Wedelia biflora                              |                                                 | Asteraceae       | Ecoport |         |
| • Wisteria floribunda                          | Glycine du Japon                                | Fabaceae         | Ecoport |         |
| • Wolffia arrhiza                              | Lentille d'eau naine                            | Araceae          | Ecoport |         |
| • Xanthoceras sorbifolium                      |                                                 | Sapindaceae      | |         |
| • Xanthosoma atrovirens                        |                                                 | Araceae          | |         |
| • Xanthosoma brasiliense                       |                                                 | Araceae          | GRIN, Ecoport |         |
| • Xanthosoma sagittifolium                     |                                                 | Araceae          | GRIN, Ecoport |         |
| • Xanthosoma violaceum                         |                                                 | Araceae          | GRIN, Ecoport |         |
| • Ximenia americana                            | Citronnier de mer, Prunier de mer               | Olacaceae        | GRIN, Ecoport |         |
| • Zanthoxylum piperitum                        | Poivre du Sichuan                               | Rutaceae         | |         |
| • Zanthoxylum planispinum                      |                                                 | Rutaceae         | |         |
| • Zingiber officinale                          | Gingembre                                       | Zingiberaceae    | Les jeunes feuilles et les jeunes pousses, légèrement épicées, peuvent être consommées comme herbe condimentaire ou comme ingrédient de sauces                                                              |         |
| • Zingiber zerumbet                            |                                                 | Zingiberaceae    | Ecoport |         |
| • Zizyphus mauritiana                          |                                                 | Rhamnaceae       | GRIN |         |